# ولاية المدية
ولاية المدية، إحدى ولايات الجزائر ورمزها هو 26، يقدر عمر ولاية المدية بألف عام أو يزيد، فالمدية عاصمة  بايلك التيطري. يعود تاريخها إلى عهد قديم أي حوالي 350 هـ، بحيث قال أحد المؤرخين (المدية عتيقة قديمة، وأن المدية سبقت بني زيري وأنها أقدم من أشير...)، فقد تداولت عليها عدة حضارات وسكنتها الكثير من الشعوب وهي تقاطع مدينة تلمسان في عدة تقاليد لتشابه أنماط المعيشة لدى سكانها وطريقة عمرانهم، وأسلوب حياتهم ومن الشخصيات التي ولدت وترعرعت بالمدينة الشيخ ابن شنب وفضيل اسكندر، كما أنها كانت عاصمة الولاية الرابعة في حرب التحرير ضد المستعمر الفرنسي.
والمدية اليوم من بين ولايات الجزائر تتوفر على منتوج ثقافي، سياحي، وتاريخي، تضم 64 بلدية موزعة على 19 دائرة و5 مقاطعات إدارية هي: المدية، البرواقية، قصر البخاري،عين بوسيف، تابلاط.

## المناطق السياحية في ولاية المدية
- المحمية الطبيعية بالحمدانية وبن شيكاو، وتيمزقيدة
- ضريح العقيد بوقرة
- الاثار الإسلامية (آشير) ببلدية الكاف الأخضر ناحية شلالة العذاورة على بعد 10 كم غربا على الطريق الوطني رقم 60.المتحف لالافاطمة انسومر بتابلاط.المجمع السياحي بجواب

## الموقع الجغرافي
تقع المدية في الأطلس التلي على بعد 88 كلم تقريبا جنوب الجزائر العاصمة، وتتربع على مساحة قدرها 8700 كلم2 وعلى ارتفاع 900 م من سطح البحر. وتشترك ولاية المدية في الحدود مع العديد من ولايات الوسط:
- من الشمال: ولايات:البليدة، تيبازة، بومرداس،
- من الجنوب: ولايات: الجلفة، تيسمسيلت، المسيلة،
- من الشرق: البويرة،
- من الغرب: عين الدفلى،

ولأن ولاية المدية مرتبطة بالشبكة الوطنية للطرق رقم واحد (01)الذي يعتبر العمود الفقري لشبكة الطرق الوطنية الرابط بين مناطق الشمال والجنوب، ورقم ثمانية (08) ورقم أربعين (40) من الشرق إلى الغرب، وثمانية عشر (18) ما بين مليانة والبويرة، ورقم (60) ما بين قصر البخاري وشلالة العذاورة نحو المسيلة. هذا ما رشحها لأن تكون حلقة الوصل بين منطقة الساحل والهضاب العليا وكذلك بين الشرق والغرب.

## التقسيم الإداري

بلديات ولاية المدية

التقسيم الإداري لولاية المدية يضم 64 بلدية موزعة على 19 دائرة و3 مقاطعات إدارية هي: قصر البخاري، شلالة العذاورة، تابلاط
دائرة المدية:
1. دائرة المدية: المدية، ذراع السمار وتمزقيدة
2. دائرة وزرة: وزرة، تيزي المهدي، بن شكاو والحمدانية
3. دائرة سي المحجوب: سي المحجوب، بوعيشون وأولاد بوعشرة
4. دائرة وامري: وامري، وادي حربيل وحناشة

دائرة البرواقية:
1. دائرة البرواقية: البرواقية، أولاد دايد والربعية
2. دائرة سغوان: سغوان، مجبر، الزبيرية وثلاثة الدوائر
3. دائرة العمارية: العمارية، أولاد إبراهيم وبعطة
4. دائرة سيدي نعمان: سيدي نعمان، بوشراحيل وخمس جوامع

دائرة قصر البخاري:
1. دائرة قصر البخاري: قصر البخاري، سانق والمفاتحة
2. دائرة أولاد عنتر: أولاد عنتر، أولاد هلال وبوغار
3. دائرة عزيز: عزيز، دراق وأم الجليل
4. دائرة الشهبونية: الشهبونية، بوعيش وبوغزول

دائرة تابلاط:
1. دائرة تابلاط: تابلاط، العيساوية، مزغنة وفج الحوضين
2. دائرة العزيزية: العزيزية، مغراوة وميهوب
3. دائرة القلب الكبير: القلب الكبير، سدراية وبئر بن عابد
4. دائرة بني سليمان: بني سليمان، سيدي الربيع وبوسكن

دائرة شلالة العذاورة:
1. دائرة شلالة العذاورة: شلالة العذاورة، شنيقل، تافراوت وعين القصير
2. دائرة السواقي: السواقي، جواب، سيدي زهار وسيدي زيان
3. دائرة عين بوسيف: عين بوسيف، الكاف الأخضر، سيدي دامد، العوينات وأولاد معرف

## المناخ
تعتبر الولاية بفضل موقعها الجغرافي همزة وصل بين الساحل والهضاب العليا.
وهي ذات طابع فلاحي رعوي إذ تقدر الأراضي الفلاحية بمساحة 341 000 هكتار ومساحة غابية تقدر ب161.885 هكتار، تتوفر على إمكانيات حقيقية للنشاطات الاقتصادية المتعددة
يتميز مناخ المدية بخصائص فرضتها عوامل طبيعية منها:
- قمة تمزقيدة 1604م عن سطح البحر.قمة بن شكاو1204.قمة طاقينة1502م.الشاون1850م بالإضافة إلى قمم أخرى
- وقوعها في سلسلة الأطلس التلي.
- تعرضها للرياح والتيارات الهوائية الغربية.

وبذلك فإنها تتميز بمناخ متوسطي شبه قاري، بارد ورطب شتاء، معتدل ربيعا، حار وجاف صيفا، وتسمى بوابة الأمطار بحيث تصل كمية الأمطار إلى 500 مم سنويا بمعدل تساقط مرتفع خاصة في ديسمبر، يناير وفبراير، كما أن الثلوج تغطي عادة مرتفعات بن شكاو.طاقينة تمزقيدةوجبل الشاون فهي تعرف بتساقط الثلوج.
ويمكن تقسيمها إلى 4 مجالات هي:

### المجال الرطب
هذا المجال يخص مرتفعات الأطلس المتيجي.
- يتميز بتساقط أمطار معتبرة تتجاوز 900 مم تتوزع على مدار السنة في أيام تفوق 75 يوما.
- الموسم الجاف والحار لا يتجاوز 03 أشهر.
- الثلوج تبقى لأكثر من 20 يوما.
- يبلغ متوسط الحد الأدنى لدرجة الحرارة في شهر جانفي أكثر من 0°م.

### المجال شبه الرطب
يغطي هذا المجال هضبة المدية والسفوح الجبلية الجنوبية للأطلس المتيجي.
- معدل تساقط الأمطار يتجاوز 600 مم، موزع بشكل منتظم طوال السنة بعدد أيام تتجاوز 75 يوما.
- موسم جاف من 03 إلى 04 أشهر.
- الثلوج تدوم حوالي 20 يوما خلال فصل الشتاء مع انخفاض محسوس لدرجة الحرارة.

### المجال شبه القاحل
- تساقط الأمطار يتراوح ما بين 400 مم و600مم.
- موسم جاف لأكثر من 04 أشهر، يسود سهول بني سليمان، التيطري والونشريس.
- لا تستمر الثلوج لفترة طويلة إذ أنها لا تتجاوز 10 أيام.

### المجال القاحل

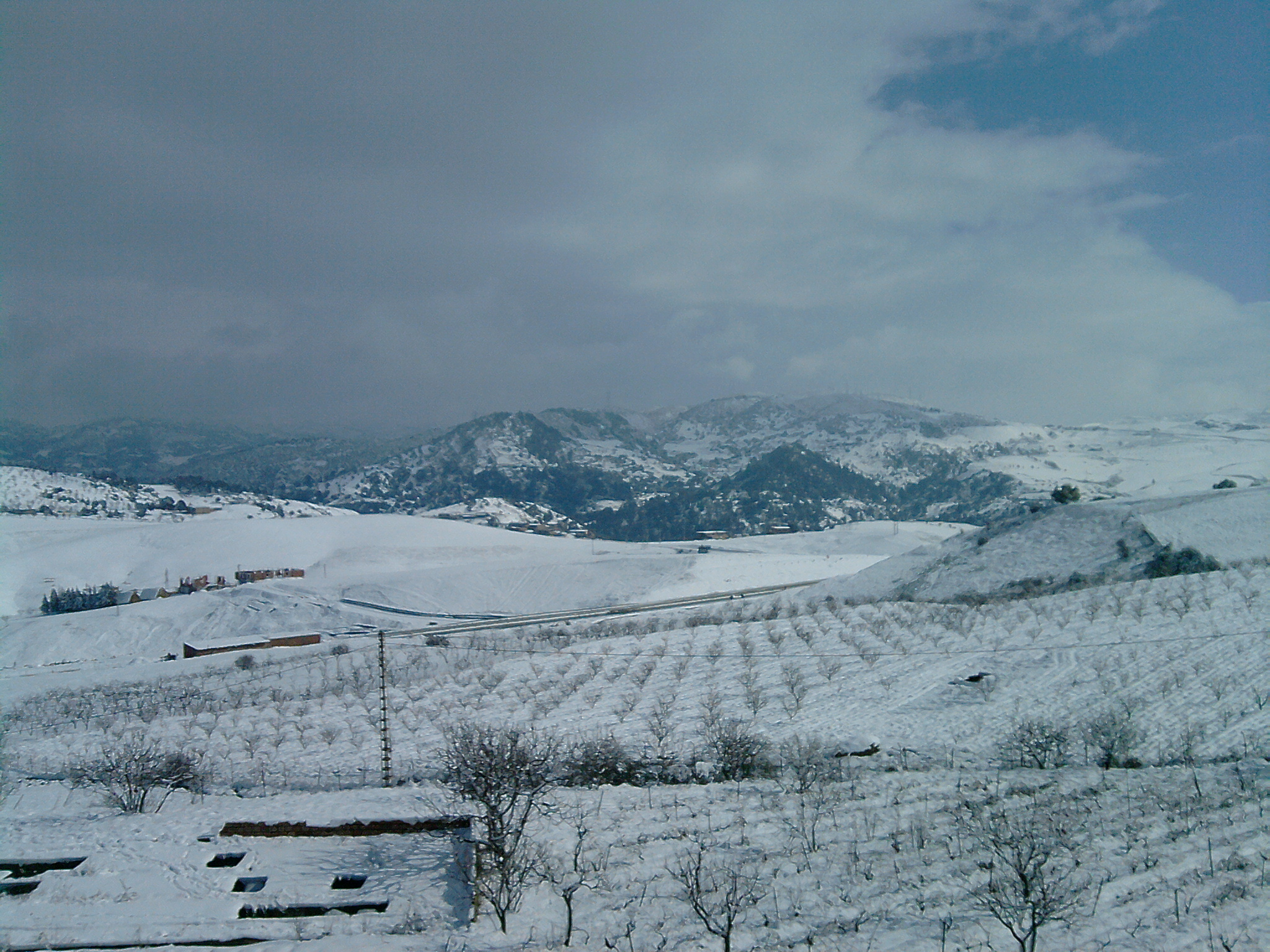
المدية تحت الثلج 2-شتاء2012

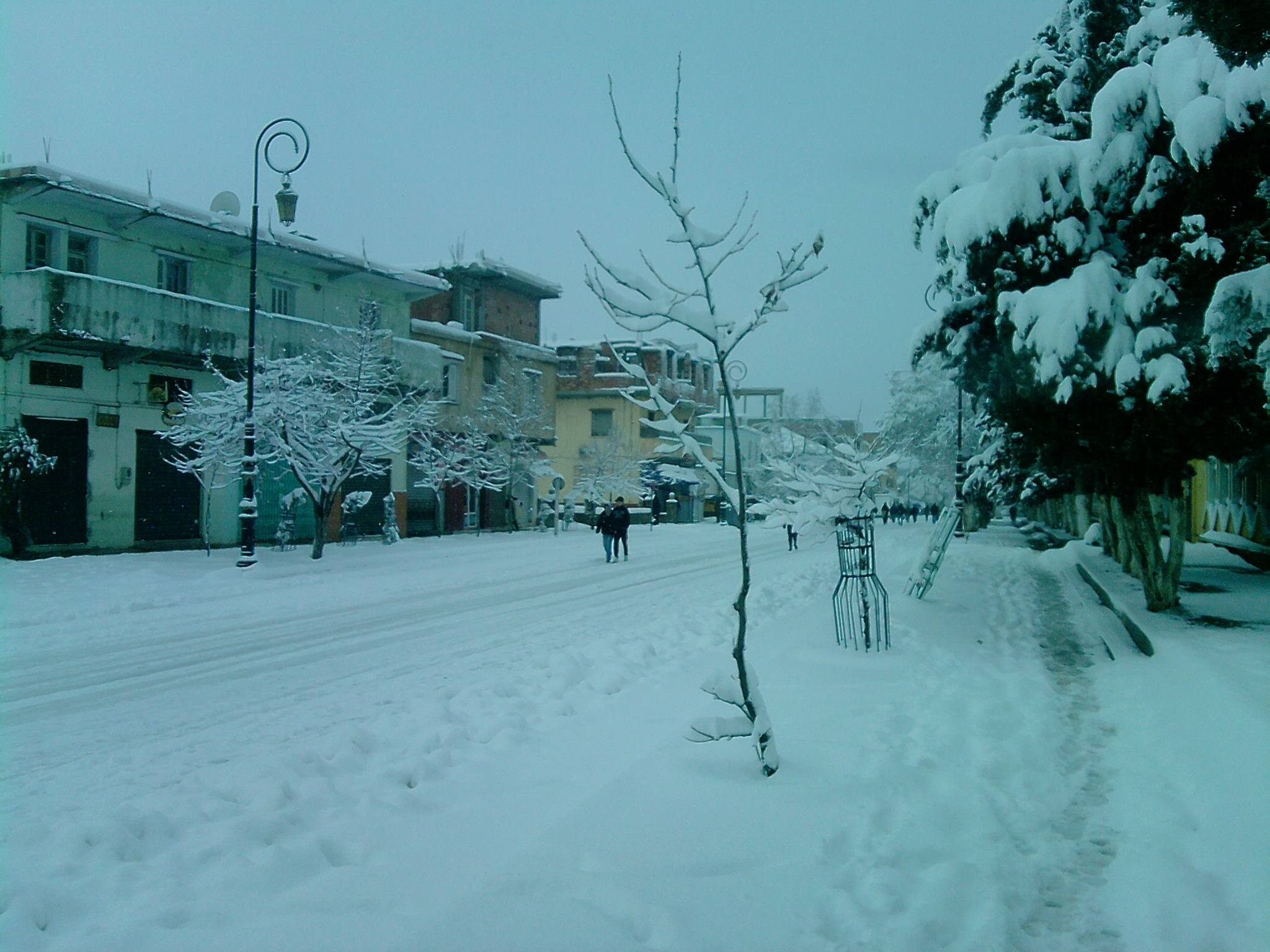
المدية تحت الثلج 3- شتاء 2012

تساقط الأمطار أقل من 300 مم على كامل المنطقة الجنوبية السهبية للولاية.

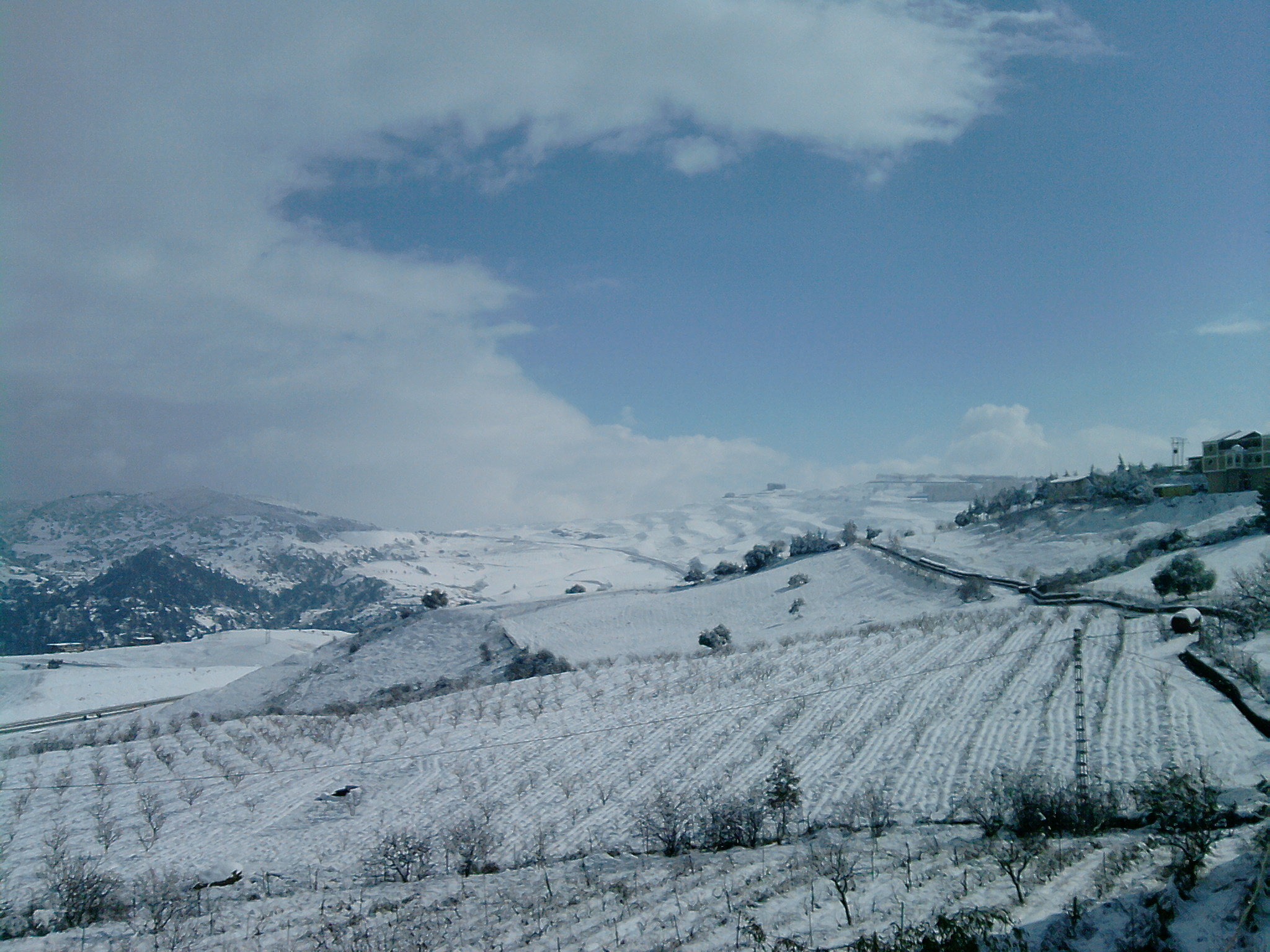
المدية تحت الثلج-شتاء 2012

## البنية الطبيعية
ينقسم المجال الحيوي للمدية إلى أربعة مناطق رئيسية هي:

### المنطقة الجبلية
تتكون من سلسلة جبلية متواصلة وهي تحيط بالجهة الغربية والشمالية للولاية، تمتد المنطقة الجبلية من الونشريس إلى غاية تابلاط وتتميز بقلة السكان واكتسائها غطاء غابي كثيف كما تنتشر بها تربية المواشي.ومنطقة جبلية أخرى تمتد من العمارية شرقا إلى وامري غربا مرورا بجبال تمزقيدة والحمدانية متوسطة السكان تتميز بتربيةالمواشي.صناعةالجلود.وزراعةالأشجارالمثمرة

### المنطقة التلية
تقع وسط الولاية، تتميز بطابعها الفلاحي.والحرفي. إذ تعرف زراعة الكروم المنتجة لمختلف أنواع العنب، إلى جانب زراعة أشجار الفواكه ويأتي في مقدمتها التفاح،وصناعة الأحذيةوالنقش على الخشب إضافة إلى صناعة الحلي والفخار كما تنتشر بها أيضا المراعي والأعشاب على ضفاف الأودية والمجاري المائية.

### المنطقة السهلية
وتضم هذه المنطقة سهول بني سليمان وسهول مراشدة وهي تقع وسط المنطقة التلية، تعرف سهولها انتشارا واسعا لزراعة أشجار الفواكة وتربية المواشي.

### المنطقة الجنوبية
تتميز هذه المنطقة بعدم انتظام تساقط الأمطار، وتكثر بها زراعة الحبوب على نطاق واسع بالإضافة إلى تربية الأغنام والأبقار والماعز، تمتد المنطقة الجنوبية من بوقزول إلى غاية شلالة العذاورة. تتخللها سلسلة جبال الونشريس ناحية قصر البخاري وسلسلة جبال التيطري ناحية شلالة العذاورة.

## الغطاء النباتي
تتوفر المدية على مساحة غابية تقدر بـ 161 320 هكتار معظم أشجارها من الصنوبر الحلبي، البلوط الفليني والبلوط الأخضر بكل من تابلاط والبرواقية،الحمدانيةوبعطةوتمزقيدة إلى جانب الأشجار تعرف أيضا نمو نباتات مختلفة تستعمل بعضها في التطبيب ومن بينها إكليل الجبل والدردار والخلنج والكاليتوس. هذه الثروة الغابية التي تمثل 18.38% من المساح الإجمالية للولاية، سمحت بانتشار حيوانات برية متنوعة منها الأرنب البري، القط البري، اليمام والبط المائي، كما تنتشر بغاباتها أنواع حيوانية محمية منها قرد الماغو، الحداية الحمراء، وكاسر الجوز القبائلي...إلخ.

## السكان
حسب الإحصائيات الأخيرة لسنة 2005 قدر عدد سكان الولاية بـ 896.458 نسمة.تعتبر مدينة المدية أكبر مدن الولاية كثافة (أكثر من 100000 نسمة) تليها البرواقية، قصر البخاري، شلالة العذاورة،
وهذه المدن يفوق عدد سكانها 50000 نسمة

شعار مدينة المدية

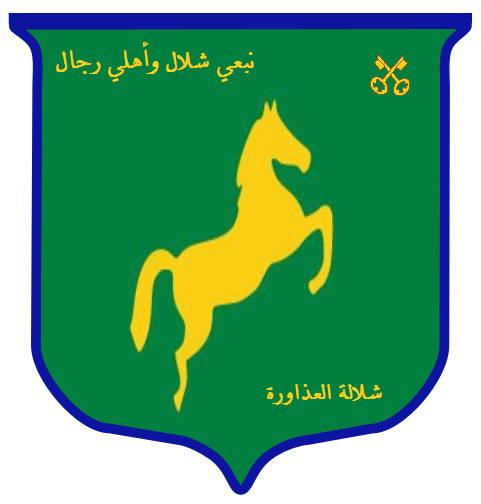
شعار مدينة الشلالة

| ذكور   | فئة عمرية     | إناث   |
| ------ | ------------- | ------ |
| 1٬679  | 85 سنة وأكثر  | 1٬394  |
| 2٬349  | 80 إلى 84 سنة | 1٬832  |
| 4٬455  | 75 إلى 79 سنة | 3٬790  |
| 5٬949  | 70 إلى 74 سنة | 5٬854  |
| 7٬689  | 65 إلى 69 سنة | 7٬017  |
| 8٬360  | 60 إلى 64 سنة | 7٬881  |
| 11٬912 | 55 إلى 59 سنة | 10٬979 |
| 15٬278 | 50 إلى 54سنة  | 14٬858 |
| 18٬643 | 45 إلى 49 سنة | 18٬530 |
| 22٬487 | 40 إلى 44 سنة | 22٬280 |
| 28٬322 | 35 إلى 39 سنة | 28٬692 |
| 34٬700 | 30 إلى 34 سنة | 33٬493 |
| 44٬599 | 25 إلى 29 سنة | 42٬859 |
| 48٬156 | 20 إلى 24 سنة | 46٬734 |
| 46٬915 | 15 إلى 19 سنة | 45٬579 |
| 40٬638 | 10 إلى 14 سنة | 39٬044 |
| 33٬539 | 5 إلى 9 سنوات | 32٬054 |
| 41٬401 | 0 إلى 4 سنوات | 38٬815 |
| 489    | غير معروف     | 688    |

## التعليم الجامعي
تضم هذه الولاية العديد من الجامعات ومؤسسات التعليم الجامعي، منها:
- جامعة الدكتور يحيى فارس [3]

## الصناعة التقليدية
الصناعات التقليدية بالولاية ذات طابع محلي وفني أصيل تعود جذورها إلى عهد قديم توارثته الأجيال وما تزال تصاميم هذه الصناعات تجسدها أنامل أبناء هذه الولاية منها: الجلد – اللباس التقليدي – صناعة الأحذية - المجبود – السراجة – الخزف الفني – غزل الصوف –نسيج الزرابي –الأواني الطينية –النقش على الخشب –الزخرفة – وهذه الصناعات متواجدة في مناطق عديدة من الولاية أهمها: المدية، البرواقية، قصر البخاري، شلالة العذاورة، تابلاط.
تمتاز المدية بصناعات تقليدية وفنية معتبرة تمارس في المؤسسات التكوينية ولا زالت حتى بالمنازل، نذكر منها: المجبود، الأواني الطينية، الطرز، السراجة، الفخار (الخزف الصيني)، النقش على الخشب، صناعة الجلود، القشابية، النسيج، الحنبل)
وبخصوص الحرفيين في مجال الأعمال الحرفية، فهي في توسع مستمر وتساهم في النمو الاقتصادي والاجتماعي للولاية
إلى جانب صناعة النسيج التي عرفت هي الأخرى توسعا ورواجا كبيرين نظرا لارتباطها هي الأخرى بأغراض نفعية من لباس وفراش حتى ذاع صيت بعض مصنوعاتها على المستوى الوطني كزربية«كاف الطير» الأصلية والتي تشتهر بهامنطقة «شلالة العذاورة»، وهي عبارة عن نسيج خشن من الصوف الطبيعي أوالمصبوغ يتميز بحاشية تتألف من أشرطة متوازية في حين تنتشر على طول مساحة الزربية زخارف زهرية وهندسية متنوعة
تمارس في المؤسسات التكوينية ولا زالت حتى بالمنازل، نذكر منها: المجبود، الأواني الطينية، الطرز، السراجة، الفخار، صناعة الجلود، اللباس التقليدي (القشابية، البرنوس، النسيج، الحنبل) وبخصوص الحرفيين في مجال الأعمال الحرفية، فهي في توسع مستمر وتساهم في النمو الاقتصادي والاجتماعي للمنطقة.

## عادات وتقاليد
تمتاز المدية بإحياء الوعدات لأولياء الله الصالحين وتقام بالمناسبة عبر المداشر والقرى بما يسمى الطعمة وترفق بألعاب الفروسية والأنغام والمدائح وذلك في مناطق معروفة في كل من حناشة والشيخ سيدي بن عيسى بوزرة والمدية (العيساوة) والقلب الكبير (سيدي منصور بني معلوم) وزاوية الشيخ بسيدي الزهار ووعدة سيدي بلعباس بسي المحجوب وسيدي علي بالزاوية ووعدة سيدي سعيد بمنطقة شنيقل بشلالة العذاورة وحفل عيد العنب ببن شكاو وغيرها بالإضافة إلى الأعراس والتقاليد في العرضة والزفاف، المحضر، الحزام، وغيرها من الولائم المصادفة للأيام الدينية والموسمية.وكذلك وعدة أولاد بوزيان بشلالة العذاورة
وزيارة سيدي ناجي.
بصمة الولاية في أكلاتها الشعبية معروفة:
كالعصبان،البلبول,الحموم.الحصيدة. البركوكس، البرغل، الرشتة، الزلوف، الكسكس، الرفيس، قرنينة، بطاطا بالثوم، غمسة فول، تشكتشوكة، وتقاليدها الخاصة في الأعراس والوعدات وغيرها من المناسبات.والحلويات كالمقروط، التشاراك، مقروط اللوز، الغريبية، الطرونية، المسمن، المعارك، البقلاوة، العرايش، البغرير باللوز، حلوة العنب، الرب، المثقبة، المعارك، وغيرها من الأكلات الأخرى ذات الصلة العرفية بين العائلات.
كما تقام في ثلاثة الدوائر وعدة سيدي امحمد بين تلاتة الدوائر والمفاتحة في الربيع ويقم فيها السباق للخيول والبارود ويباع فيها التمر وتقام احتفالات كبيرة تدوم من 3ايام إلى اسبوع كامل

## الجانب الثقافي
للولاية هياكل ومؤسسات ثقافية ورياضية وترفيهية لسكان الولاية يمثلها متحف المجاهد سي عبد الله –دار الثقافة – دور الشباب- المركب الرياضي بوامري -ملاعب كرة القدم بالسدراية -قاعات متعددة الرياضات بالقلب الكبير -قاعة متعددة الخدمات للشباب -مكتبات عمومية، جامعة يحي فارس - معهد عوار للفنون الجميلة - مدينة الملاهي ببنشكاو - دار الشباب والمركب الجواري بشلالة العذاورة.
وعدات مواسم وأعياد
وعدة حناشة
هي إحدى الاحتفالات الشعبية المحلية التي تحييها ولاية المدية، ويطلق عليها أيضا اسم طعام حناشة، تقام هذه الوعدة مرتين في السنة، الأولى عند بداية موسم الحصاد في شهر ماي، أما الثانية فتحيى عند بداية موسم الحرث والبذر في نهاية شهر سبتمبر.
يتم الاحتفال بهذه الوعدة (الطعام) عن طريق تحضير قصاع وأطباق كبيرة من الكسكس واللحم، تقدم لكل الزائرين مهما كانت مكانتهم الاجتماعية طمعا من أهل منطقة حناشة وأملا في موسم فلاحي سخي بالخيرات.
إلى جانب الإطعام وإخراج الصدقات تقام منافسات الفروسية الشيقة بحيث يتباهى كل فارس بلباسه التقليدي، وأنغام فرق الفلكلور والشعر الملحون، كما تقام أيضا ألعاب شعبية مثل: لعبة الكرة بالعصى، الفلكلور والفنتازيا.
بالإضافة إلى مهرجانات شعبية موازية تنظم عبر مختلف المناطق منها: وعدة سيدي بن عيسى، سيدي منصور، سيدي الشيخ وسيدي بلعباس، وهي كلها احتفالات تحمل في أجوائها عراقة المدية التي نسجت وشاحها من عمق تاريخها وأصالة جذورها الضاربة في لب الحقب والأزمنة.
عيد الربيع
الاحتفال بعيد الربيع هو تظاهرة ثقافية، فنية، رياضية واقتصادية، يتم إحيائها عند دخول فصل الربيع من كل سنة.
يعتبر ربيع المدية فضاء يبرز فيه الغنى الثقافي لهذه المدينة وعمق تراثها الشعبي، بحيث تتخلله معارض للصناعات التقليدية المحلية وفن الطبخ الذي تشتهر به المنطقة، كما تنظم مسابقات لأحسن طبخ وصنع الحلويات التقليدية، بالإضافة إلى المنافسات الرياضية وإحياء حفلات فنية تطرب الزائرين بالوصلات الأندلسية الشدية، الغناء الشعبي الأصيل والفلكلور المحلي.

عيد العنب
الاحتفال بعيد العنب في المدية له تاريخ طويل متداول من جيل إلى جيل تحييه المدية كل سنة بعد موسم جني العنب عن طريق إقامة احتفالات فلكلورية، كما تقام تظاهرة فلاحية بهذه المناسبة تعرض فيها مختلف الأصناف منها: داتي، موسكة، أحمر بوعمر وفرانة وغيرها، بالإضافة إلى منتجات مشتقة من العنب منها الرب، حلويات العنب باللوز.
الرب وحلوة العنب باللوز يعتبران مواد ذات سمعة لا يزالان يحضران بطريقة تقليدية لدى العائلات المحافظة على التقاليد.
الرب هو عبارة عن خلاصة للعنب المطبوخ يعقد للحصول على سائل عسلي جامد ينتج بعد تحويل نوع من العنب (سانسو).
مرحلة الصنع تبدأ أولا بطهي العنب للتخلص من الماء الذي يحتويه لتأتي مرحلة التصفية وتبخر السائل ليعاد مرة أخرى للطهي للحصول على مستخلص مركز الذي يمكن الاحتفاظ به لمدة عام ويقدم للتحلية ولدواعي علاجية خصوصا السعال والاضطرابات التنفسية.
صنع حلوة العنب باللوز المسماة أيضا حلوة مليانة أو الكفتة تشبه لحد كبير طريقة تحضير الرب، الاختلاف يكمن فقط في معالجة خلاصة العنب، وللوصول إلى صنع عمود من حلوة العنب يلجأ الحرفيون إلى تشكيل اللوز قبل الانتقال إلى مرحلة التغليف عن طريق التبليل المتواصل للوز وفي خليط مشكل من مستخلص العنب والسميد للتجفيف تدريجيا أثناء العملية للسماح للعجينة بالالتحام مع اللوز لنحصل في الأخير على عمود من حلوة العنب.
الاحتفال بعام الدراز «يناير»
تحتفل المدية برأس السنة الأمازيغية بكل فخر واعتزاز مثل بقية مناطق البلاد كمنطقة القبائل، الأوراس، الهقار وتلمسان باعتباره حدث كبير تمتزج فيه مشاعر التقارب والدعاء.
يناير، الدراز أو العام حسب تسميات الثقافة المحلية يبقى لكثير من اللمدانيين الشاهد الحي والذاكرة التي لا تمحى عن مرور الحضارة النوميدية في المنطقة.
تحتفظ المدية بآثار مرور هذه الحضارة من خلال الآثار التاريخية، العادات والتقاليد بالإضافة إلى أسماء الأحياء والمداشر التي تميل إلى النمط الأمازيغي.
إن التشابه بين مختلف التظاهرات الفلكلورية والسهرات المنظمة بالمدية أو في مختلف مناطق البلاد تبرز بما لا يدع للشك تلك العلاقة الوطيدة التي تجمع بين العديد من الثقافات الشعبية.
ما وراء الحس الروحي الذي يطبع عادة مثل هذه الاحتفالات الاجتماعية خاصة لدى الجمعيات الدينية المنتشرة عبر مختلف مناطق الولاية، ينفرد يناير بتحضير أطباق تقليدية متكونة من اللحوم البيضاء وعجائن مصنوعة في البيت تختلف من منطقة إلى أخرى أهمها الكسكس والشخشوخة وحلويات تقليدية مثل المعارك، الرفيس الذي يقدم مع الشاي بالنعناع طيلة مدة الاحتفال.
تتجلى مظاهر الاحتفال في الأسواق بعرض مختلف أصناف الحلويات الموضوعة في قفف الدوم، يقوم رب العائلة أثناء إحياء هذه المناسبة بشراء ديك أو الديك الرومي ليذبح في وسط الدار ويستعمل في تحضير الطبق المفضل للعائلة.
وأما في السهرة فتحضر المكلفة بشؤون البيت، القصعة أو الجفنة أو صينية كبيرة من النحاس توضع وسط الدار ويوضع المولود الجديد أو أصغر فرد من العائلة فيها، وتفرغ فوق رأسه الحلويات والفواكه، وبعدها توزع تلك الحلويات والفواكه على أفراد العائلة في جو من السعادة والفرحة.

## الزوايا
ينتشر عبر المدية العديد من أضرحة الأولياء الصالحين والزوايا التي تعد مزارات طاهرة، يتردد عليها سكان المنطقة وحتى المناطق المجاورة، بغية التبرك والاقتداء بسيرة العلماء الذين شيدوها، ومثلوا أهل الحل والعقد، منها زاوية سيدي الصحراوي بالمدية، سيدي سليمان (بني سليمان)، سيدي يعقوب (موقورنو)، الشيخ الميسوم (قصر البخاري)، سيدي امحمد الخيذر (شلالة العذاورة)، مقامات الشيخين سيدي عامر وعمر ببلدية سيدي دمد ناحية شلالة العذاورة هاته الشخصيات الدينية عملت طيلة حياتها على تقديم النصح والإرشاد للأجيال القادمة.
تضم المدية اليوم العديد من زوايا وأضرحة التيطري مثل زاوية مسجد بوحمامة العتيق لبلدية العيساوية الذي أسس في القرن الخامس عشر من طرف الأقلية المسلمة المطرودة من الأندلس، زاوية سيدي سعيد بشلالة العذاورة الذي تفرقت ذريته في مختلف جهات الوطن وهم ملازمين وعدته كل عام، زاوية الشيخ الهادي بن عيسى بوزرة المؤسسة في سنة 1 788 م وتحوي اليوم أتباع الطريقة العيساوية، نظمت هذه الزاوية في صيف 2008 المهرجان الأول للعيساوة الذي ضم ممثلي الطريقة العيساوية لمختلف مناطق البلاد.
خلال الفترة العثمانية شهدت ظهور عدد من الزوايا منها: زاوية سيدي علي ببن شيكاو، زاوية سيدي سعيد بشلالة العذاورة، سيدي أحمد بن منصور بتيزي المهدي، سيدي بن يعقوب بوامري، زاوية سيدي امحمد الخيذر بشلالة العذاورة، زاوية الشيخ سيدي علي البعاج بأولاد عنتر وزاوية الشيخ الميسوم بقصر البخاري، زاوية سيدي النذير بشلالة العذاورة، زيادة عن أهدافها الأساسية لعبت دورا هاما في الحفاظ على الهوية الوطنية وتكوين نخبة محلية، إضافة إلى ذلك تقديم نشاطات ذات طابع اجتماعي لفائدة السكان.

## شخصيات تاريخية شرفت ولاية المدية
في عهد الدولة الموحدية نبغ في هذه الناحية شخصية لها وزنها في الحقل الثقافي والعلمي وكان لها شان عظيم بين كبار العلماء وهو أبو محمد عبد الله الأشيري نسبة إلى بلدة آشير بالجنوب الشرقي من ولاية المدية ببلدية الكاف الأخضر ناحية شلالة العذاورة، في سفح جبل تيطري والتي كانت عاصمة التيطري قبل تأسيس مدينة المدية.
كان امام عصره في الفقه والحديث والأدب انتقل إلى الشام وسكن حلب الشهباء ففاق بها جميع علمائها كما قال ياقوت كان امام أهل الحديث والفقه والأدب بحلب خاصة وبالشام عامة يتسابق الناس إلى الاخذعنه والتشرف بالانتساب اليه ويتفاخر الوزراء والملوك بمجالسته والاسترشاد بعلمه وارائه
استدعاه الوزير أبو المظفر عون الدين يحيى بن هبيرة وزير المقتفي وطلبه من الملك العادل نور الدين محمود بن زنكي لاقراء الحديث وتدريس العلومه بدار السلام بغداد فسيره الملك اليه محفوفا بالاجلال والإكرام فاقرأ هناك كتاب الإفصاح وعن شرح معاني الصحاح بمحضر الوزير مؤلف الكتاب نفسه وهو شرح يحتوي على عشرة كتب شرح بها الوزير أحاديث الصحيحين وقد جرت للشيخ مع الوزير منافرة فتقاطعا ثم ندم الوزيرعلى موقفه هذا اتجاه الشيخ فاعتذر اليه واغدق عليه بره واحسانه ثم سار الشيخ من بغداد إلى مكة ثم عاد إلى الشام فمات ببقاع بعلبك سنة (561 ه) 1165 م
وهناك شخصية أخرى كان لها مجالها في ميدان العلم والثقافة وكان لها وزنها في بلاد الأندلس حيث مثلت عاصمة التيطري آشير في تلك الربوع وهذه الشخصية هي الراوية الامام الحافظ موسى بن الحجاج بن أبي بكر الأشيري.

## السياحة والترفيه
تملك ولاية المدية إمكانيات سياحية غنية ومتنوعة، وهي منطقة تمزج بين جمال الطبيعة للأطلس التلي، وحرارة المناخ لمناطق السهوب وبعض من خصائص الصحراء. وهي أيضا منطقة تتيح للزائر فرصة التمتع والاستكشاف لمناظر طبيعية خلابة وغطاء نباتي غزير خاصة على مستوى منعرجات شفة والمرتفعات الغابية بكل من تمزقيدة، الحوضين وأولاد عنتر، كما أن جبالها تشتهر بشلالات ومجاري مائية مصدرها قمم الجبال، تأوي مختلف الحيوانات البرية النادرة، يألف جريان مياهها نغمات لا أحد بإمكانه تفكيك سرها إلا خالق الطبيعة، وتصبح أكثر جمالا عندما تقترن مع زقزقة العصافير المرحبة بزوار المدية، هذه الميزات النادرة تمنحهم إحساسا مرهفا وتحثهم على مواصلة طريقهم لاكتشاف كل جوانب المنطقة وجمالها الساحر.
الثروة الغابية التي تزخر بها ولاية المدية تشكل أحد المؤهلات السياحية الرئيسية تغطي مساحة تقدر بـ 161 320 هكتار وهي بمثابة الرئة التي تتنفس بها المنطقة.
إمكانيات طبيعية تساعد على بروز عدة أنشطة سياحية يستحسنها الزائر الذي يسعى إلى الراحة والاستجمام منها السياحة الجبلية، الصيد، التجوال والتخييم.
تعتبر غابة تمزقيدة إحدى الغابات الكبيرة في المدية وتتربع على مساحة تقدر بـ 1 390 هكتار تأوي مختلف الأصناف النباتية مثل: الصنوبر الحلبي، البلوط الفليني، البلوط الأخضر وثروة حيوانية برية مختلفة تجعل منها مكانا مؤهلا للسياحة الترفيهية والاستجماميةوكذالك غابات الحمدانية منها غابة تاقيطونت وتالة عشة وبعطة وغابة أولاد هلال وموقورنو.
تزخر ولاية المدية بمناطق أثرية مما يؤهلها لان تكون قطب جذاب للسياح، فقد رسم جمال المناطق السياحية الهضاب والجبال الشامخة وكذا تنوع معالمها الأثرية.

## المنابع الحموية والحمامات الرومانية
إن أهم ما يميز الحضارة الرومانية عبر كل العصور هو تشييدها للحمامات العظيمة التي كانت تعتمد قبل بنائها على تقصي أماكن المنابع المعدنية والعيون الحموية بصفة طبيعية.
ولكون الرومان سكنوا المدية لفترة طويلة وبمختلف أرجائها، فقد تركوا حمامات متعددة منها ما هو معروف وما هو في طور البحث والاكتشاف عن طريق الحفريات التي يقوم بها الباحثون الأثريون.
ومن بين المواقع التي تضم هذه الحمامات يتواجد على بعد 6 كلم شمال شرق البرواقية على الطريق الوطني رقم 18، بني الحمام الذي تبلغ مساحته 5 هكتار على أنقاض حصن عسكري روماني، أما منابع المياه الساخنة التي تجري عبر أحواضه مصدرها عدة عيون تتواجد في المنطقة.
في تصميم المدن الرومانية يقع الحمام عادة في وسط المدينة كما هو الحال بالنسبة للحمام الروماني لترينادي (البرواقية)، إذ يتوسط ثلاث أحياء يبعد كل منها عن الآخر بمسافة 100 م. وقد عثر سنة 1 853 م في هذا الموقع على آثار لمنابع حموية وبيوت حجرية ولوحات تحتوي على كتابات لاتينية ونظام جريان المياه الساخنة في هذا المكان. والحفريات التي أجريت في هذا الموقع أكدت على وجود جزء هام من هذا الحمام مدفون في أعماق الأرض.
تحتوي الولاية على عدة منابع حموية علاجية، يمكن استغلالها حاليا.
السكان يستبركون بالحمامات الطبيعية
يقصد سكان المدية الحمامات الطبيعية للتبرك بها وجلب المياه منها والاستحمام في فصول معينة، فهي في نظرهم رمز للطهارة من الأوساخ والأمراض الجسمانية والنفسية وفق طقوس معينة• والأكيد أن أغلب هذه الفضاءات تقصدها النساء على وجه الخصوص، وهذا لأغراض كثيرة، كالترويح على النفس أو الاستبراك• ومن هذه الحمامات نذكر حمام العوينة، الذي يقصده النسوة رفقة الرضع، الذين يشكون من الضعف الجسدي وتتكرر الزيارة لثلاث مرات متتالية، ويتم الشفاء فيها على طريقة اسأل المجرب ولا تسأل الطبيب•
وحمام سيدي سليمان العتيق الذي يفتح أبوابه للرجال كل يوم ما عدا السبت، فهو مخصص للنساء وتقصده العوانس بكثرة، تمارس فيه الطقوس لجلب حظ الزواج، كما تقصده العاقرات من أجل الحمل•• ويشترط في ذلك تكرار الزيارة لتحقيق الغاية• ويعود وجود الحمامات إلى العهد الروماني بل أن هناك دلالات تاريخية تؤكد وجود حمامات بالمدية تعود إلى فترة ماقبل الرومان.
ومن الحمامات المعدنية الطبيعية التي يتبرك بها ويقصدها كثير من سكان المدية نجد حمام الصالحين بالبرواقية، حمام سانق بقصر البخاري، حمام العناصر شلالة العذاورة، حمام أولاد الديلمي بوامري، وسيدي الحبشي ببني سليمان، وكذلك حمام شنيقل بشلالة العذاورة.
الجدول التالي يبين أهم المنابع الحموية المعروفة حاليا والقابلة للتثمين
البرواقية
حمام الصالحين (جهاز الهضم، الجلد والمخاطية، أمراض النساء، الروماتيزم، أمراض الأعصاب)
تابلاط
حمام التوانزة (الشريان الوريدي، أمراض النساء، الجلد والمخاطية.)
شلالة العذاورة
حمام العناصر (الجلد والمخاطية.)
أولاد امعرف
حمام الصواري (الشريان الوريدي، الجلد والمخاطية، الجهاز البولي.)
قصر البخاري
حمام ينبوع بلدي (جهاز الهضم، أمراض الجلد.)
العمارية
حمام حمادة (الوريد، الجلد والمخاطية، الجهاز البولي، جهاز الهضم)
عين بوسيف
حمام جرداني (الوريد، الجلد والمخاطية.)
بني سليمان
حمام سيدي حبشي (الوريد والروماتيزم.)
السواقي
حمام الشبيكة (الشريان الوريدي، الجلد والمخاطية، الجهاز البولي.)
شلالة العذاورة
حمام شنيقل (أمراض الجلد.)
وحمام التوانسا بتابلاط  وحمام السمارة 
الحمامات الجماعية بالمدية
تعرف المدية، منذ القدم، بوفرة المياه، فهي تزخر بخزانات باطنية للمياه الطبيعية، لذا أطلق السكان القدامى أسماء بربرية على منابع مياه، كعين تلاعيش وتبحيرين• كما أن سكان المدية كانوا ولا يزالوا يتزوّدون بالمياه الصالحة للشرب من حنفيات وضعت خارج معظم الحمامات، فلا يكاد يخلو حمام واحد منها، بالإضافة إلى الاستحمام الذي تخصص فيه الفترة الصباحية للنساء، أما المسائية فهي للرجال
خاصية الحمامات الجماعية، التي يكاد ينفرد بها سكان المدية، جعلت الكثير من أغنياء المدينة يفضلون الاستثمار في هذه المشاريع المربحة، لذلك عدد الحمامات في المدية ينافس عدد المقاهي والمطاعم•
العرسان وحكايتهم مع الحمام
لاتتم مراسيم الزفاف بالنسبة للعريس والعروسة إلا بذهابهما إلى الحمام• فالعريس يذهب مع رفاقه ليلة العرس على وقع الزغاريد والطبول والغناء، وتخصص له غرفة يقوم بتحميمه فيها شخص يسمى (الموتشو)• أما العروسة فتقصد الحمام مع أهلها وزميلاتها قبل العرس بيوم أو يومين، وتجهز بجهاز خاص بالحمام وتوقد لها الشموع وتتولى تحميمهما امرأة تدعى الطيابة، وبعد مرور أسبوعين على زواج الفتاة يذهب بها أهل العريس إلى الحمام، بحضور عائلتها، وتكون العروس في أبهى حلة وتخصص لها غرفة مع مرافقيها تسمى بيت العرايس تستحم فيها العروس وتوزع فيها المشروبات والحلويات على الحضور، والتي تصنع خصيصا لهذا الموعد، ويطلق على هذه التحميمة أربعطاش نسبة إلى عدد الأيام التي قضتها العروس في بيت زوجها 14 يوما•
والمؤسف أن مثل هذه العادات بدأت تتلاشي شيئا فشيئا لأسباب عدة، أبرزها الجانب الاقتصادي، فأهل العروسة هم من تقع على عاتقهم جميع المصاريف التي تفوق قدراتهم المادية في غالب الأحيان• غير أن هاته العادة تغيرت في الوقت الحالي حيث أصبح الزوج هو من يتكفل بجميع هاته المصاريف بالإضافة إلى مصاريف ذهابها لإعادة الزيارة لاهلها، وبالإضافة إلى قصة العرسان مع الحمام، فكذلك الحال مع المولود الجديد وأمه فعند بلوغ الأربعين يوما تأخذ الأم مولودها إلى الحمام لتطهره وتعوده عليه•
الحمامات تنافس المقاهي والمطاعم
ظاهرة بناء الحمامات في المجتمع المداني أصبحت تنافس بناء المقاهي والمطاعم التي تجدها في كل حي، وتشير الإحصائيات إلى أنه ما بني من حمامات في العشر السنوات الأخيرة في المدية يفوق ما بني طيلة قرون• كما تمثل الحمامات المتواجدة بعاصمة الولاية نسبة 50% من مجموع الحمامات المتواجدة بالولاية ككل، فبالمدية وحدها أكثر من 30 حماما من أصل 61 المتواجدة عبر مناطق الولاية• والعدد في تزايد وبالرغم من أن الحمام المداني حافظ على شكله الهندسي وطابعه العثماني، إلا أن الطابع المعماري عرف تطورا، فمن منبع في الهواء الطلق إلى بيت مشيد بالحجارة الضخمة في العصر الروماني، وصولا إلى شكله الحالي العصري والمتمثل في الحمام البخاري، المسمى الحمام الشرعي فحمامات المدية اليوم مبنية بالاسمنت والرخام والسيراميك المحلي والمستورد، مجهز بنافورات وبكل أنواع الزينة والرفاهية، إذ في بعض الأوقات لا تشعر بأنك داخل حمام، بل في أحد مراكز الراحة زيادة على هذا كله، فمبلغ الاستحمام وبالرغم من أنه عرف زيادة في السنوات الأخيرة (60 دج)، إلا أنه يبقى رمزيا مقارنة بالحمامات المتواجدة بمناطق الوطن، وكذا الساعات التي تقضيها داخل الحمام• فالحمام اليوم بالنسبة للعائلة المدانية هو المكان الذي تلتقي فيه كل الطبقات الاجتماعية وتتم فيه مختلف الصفقات من خطبة وزواج وبيع وشراء للمصوغات والموضات الحديثة للألبسة، كما تبقى للحمام الجماعي نكهة خاصة عند المدانية، لا تضاهيه في ذلك لا المرشات الفردية أو الحمامات المنزلية بل نافس حتى الحمامات المعدنية•

## النسيج الصناعي
تنتشر عبر ولاية المدية وحدات صناعية تدعم النشاط الاقتصادي بها وتجعلها قطبا مهما، من بين الصناعات التي تعرفها الولاية نجد الصناعة الميكانيكية بالبرواقية ومصانع الآجر والصناعة الصيدلانية بالمدية، إلى جانب نشاطات حرفية، مصانع المواد الغذائية ومطاحن الحبوب موزعة على إقليم الولاية.
تتوفر الولاية على 37 منطقة للنشاط الصناعي والإنتاجي موزعة عبر بلديات الولاية.منها مناطق صناعية هامة هي :
- في المدية : المنطقة الصناعية بالمدية بها مركب المضادات الحيوية –صيدال – مصنع بني عطلي للمنسوجات - شركات صناعة الأحذية وهي شركات خاصة وليست تابعة للدولة وتتركز هذه الصناعة في حي تاكبو والمصلى
- في البرواقية : POVAL شركة إنتاج المضخات - INERGA شركة إنتاج الطاقة بالغاز (وحدة تصدير الغاز إلى أوروبا).
- في قصر البخاري : المنطقة الصناعية بقصر البخاري بها وحدة إنتاج المحاصيل الزراعية. - ملبنة البخاري بقصر البخاري
- في شلالة العذاورة : ورشات النسيج والتفصيل والخياطة للخواص بشلالة العذاورة وهي ترتكز معضمها بحي كاف الطير العتيق.

## الهياكل الأساسية للطرق
تعتبر الهياكل الأساسية للطرق على مستوى ولاية المدية الدعامة الأساسية للمبادلات ما بين مناطق الولاية لتلبية الاحتياجات وتطوير النشاط الاقتصادي.
تتألف شبكة الطرق (الطرق الوطنية، الطرق الولائية والطرق البلدية) من:
10 محاور رئيسية من الطرق الوطنية من بينهم طريقان رئيسيان يربطان الشمال بالجنوب (طريق وطني رقم 01، طريق وطني رقم 08) وأخرى تربط الشرق بالغرب (طريق وطني رقم 18 بين خميس مليانة والبويرة، طريق وطني رقم 60 بين قصر البخاري وشلالة العذاورة نحو المسيلة، طريق وطني رقم 40 بين تيارت والمسيلة) بمجموع 671 كلم.
35 محور رئيسي من الطرق الولائية بمجموع 873 كلم.
خطوط هامة من الطرق البلدية بطول 2.448 كلم.
القدرات الحالية لشبكة الطرقات تعتبر كافية لمواجهة حركة المرور، إلا أن استعمالها بكثرة خاصة عربات الوزن الثقيل (أكثر من 30%) يجعل من بعض مقاطع الطرق لا تلبي متطلبات حركة المرور، ولتدارك النقص المسجل بذلت جهود في السنوات الأخيرة وجهت أساسا إلى العصرنة، إعادة التأهيل، تعزيز وصيانة الشبكة الحالية لتبقى في حالة جيدة.
يعتبر الطريق الوطني رقم 01 أحد المحاور المهمة التي تجتاز الولاية، يمتد من الجزائر العاصمة إلى غاية ولاية تمنراست ويمر عبر العديد من الولايات نذكر منها: البليدة، المدية، الجلفة، الأغواط...الخ.
تطويرا لشبكة الطرقات سيتم إطلاق مشروع عملية حديثة ل2x2 من ممرات الطريق الوطني رقم 01 على طول 125 كلم ما بين شفة وحدود ولاية الجلفة. انجاز هذا المشروع سيضفي مرونة أكثر على حركة المرور ومنفذ سريع إلى مختلف مناطق الوسط، كما سيكون له أثر إيجابي على اقتصاد المناطق التي يمر بها.
وكذلك مشروع الطريق السيار برج بوعريريج-خميس مليانة مرورا بشلالة العذاورة.
النقل
يعتبر النقل أداة اقتصادية وعامل موجه لتنقل المسافرين ونقل البضائع، تشمل حظيرة نقل المسافرين على 1.561 مركبة بقدرة استيعاب نظرية تبلغ 39.978 مقعد تضمن الربط بين جميع المناطق الحضرية بشبكة 384 خط، بالإضافة إلى شبكة محددة بـ: 1.345 مركبة متمثلة في سيارات الأجرة. الشيء نفسه ينطبق على نقل البضائع الذي يوفر قدرة إجمالية دون احتساب النقل الخاص والمقدر بـ: 24.832 طن. تتألف قنوات التوزيع والتسويق من مساحات واسعة ومتاجر صغيرة.

## الفلاحة
تقدر المساحة التابعة للقطاع الفلاحي إجمالا بـ: 773 540 هكتار منها 337 938 هكتار صالحة للزراعة و9 773 هكتار من الأراضي المسقية.
يختلف نمط الزراعة ما بين فلاحة جبلية في الشمال ومساحات سهبية واسعة في الجنوب، تتوسطها السهول الداخلية والهضاب. لهذا فإن نوع الفلاحة المتبع يميل إلى تربية المواشي مع هيمنة الزراعات المتنوعة، المحاصيل الكبرى وتربية الدواجن.
لكونه يساهم في تشغيل أكثر من 60٪ من الطبقة العاملة، فإن القطاع يعد من بين أهم القطاعات الاقتصادية في الولاية.
الطابع القانوني للأراضي الفلاحية يبين هيمنة القطاع الخاص بـ35.500 مستثمرة تغطي مساحة 284 394 هكتار (أي 84٪ من الأراضي الصالحة للزراعة) و744 مستثمرة تشغل الأراضي العمومية الخاصة بالدولة بمساحة 53 544 هكتار (أي 16٪ من مجموع الأراضي الصالحة).
المنتجات
الإنتاج النباتي
الحبوب الشتوية: تتربع على مساحة 110 000 هكتار بنسبة 35٪ من المساحة الصالحة للزراعة بمتوسط إنتاج سنوي قدره 1.2 مليون قنطار.
الأشجار المثمرة: تمثل 20 000 هكتار بجميع أنواعها بمتوسط إنتاج سنوي يقدر بـ 450.000 قنطار.
زراعة الكروم: لها طابع خاص في ولاية المدية وتتميز بإنتاجها الجيد والمتأخر وتتربع على مساحة تقارب 7.300 هكتار، إنتاجها السنوي المتوسط يقدر بـ 250.000 قنطار ويتكون من الأنواع التالية : داتي بيروت، مقراني، أحمر بوعمر، موسكا قرباز، سانسو، كارينيا، مزيج (توكاي، اليكانت، كابارني، كليرات)، (أوقني- أبيض).
مناطق الولاية المنتجة للكروم هي كالتالي: المدية، وزرة، سي المحجوب، البرواقية، العمارية ووامري.
حيث تعتبر بلدية بن شيكاو المصنفة من بين أجود المناطق المنتجة للكروم في العالم.
الإنتاج الحيواني
تقدر تربية الأغنام بـ: 850.000 رأس تقريبا بمتوسط إنتاج للحوم يقدر بـ: 4.500 طن / سنة.
تقدر تربية الأبقار الحلوب بـ: 19.300 رأس ويعطي إنتاج متوسط قدره: 50 مليون لتر / السنة.
تربية النحل: تعدادها حاليا 58.000 خلية نحل وتعطي إنتاج متوسط يقدر بـ: 1.500 قنطار / سنة.

## الوديان
يتضمن إقليم هذه الولاية العديد من الوديان منها:
- وادي الحراش
- وادي الحميز
- وادي يسر
- وادي الشلف
- وادي مزفران

## الغابات
تتوفر المدية على مساحة غابية تقدر بـ: 161.320 هكتار، 99٪ من الغابات تتموقع في الجبال: 47 751 هكتار على سفوح أطلس المدية والسهول المرتفعة، 78 724 هكتار على الونشريس و34 845 هكتار على التيطري.
أشجارها الغابية مكونة أساسا من: الصنوبر الحلبي 66٪، البلوط الأخضر 29٪، الأرز البربري 03٪، البلوط الفليني 01٪، الأنواع الأخرى 01٪.
إن توزيع الغطاء النباتي وكذا كثافته تتبع التدرج المناخي.

## المناطق الرطبة

### سد بوغزول
بني سنة 1937 تمتد مساحته إلى 24.500 هكتار. صنف كمنطقة رطبة من طرف اتفاقية رامسار وكمنطقة محمية في 21 مارس 2003. يكتسي أهمية كبرى من الجانب البيئي باعتباره خزان للغذاء ومكان لتناسل ثلاثين نوعا من الطيور المهاجرة.
وفقا للتعداد الحديث لوحظ أن الأصناف الأكثر هيمنة (بين 300 إلى 1.000 طير حسب النوع) هي: غرة طويلة الذيل، الشهرمان، النحام الوردي، وأنواع من البط هي البط الصافر، بط أبو ملعقة، بط السماري واليمام. ساعدت هذه الثورات الطبيعية على وجود مجموعة كبيرة من الأنواع النباتية الهامة وأكثرها شيوعا هي: الفماريكس، الأوكالبتوس، الأكاسيا، الصنوبر الحلبي، الهندباء، البابونج البري...الخ..

### بحيرة تمزقيدة
هي بحيرة معلقة على جبال تمزقيدة يبلغ علوها 1 000 م وعلى بعد 12 كلم شمال شرق المدية، بحيرة الضاية هي عبارة عن موقع طبيعي غاية في الروعة.
إن تاريخ المنطقة يرتبط إلى حد كبير بالقبائل القدامى الذين عمروا إقليم الجزء الشمالي لسلسلة جبال الأطلس.المتيجي
بحيرة تمزقيدة الواقعة في قمة جبل تمزقيدة، تعطي صورة واضحة للجزء المشالي لسهل متيجة، واد بورومي وشفة من الناحية الشرقية، مدخل المدية وواد حربيل جنوبا، وجزء من أعالي شلف غربا، تمتد على مساحة هكتارين محاطة بسلسلة غابية تحتوي على أنواع عديدة من النباتات كأشجار البلوط الأخضر، البلوط الفليني، الاسفندان الريفي، الدردار، الخروب، الصنوبر الحلبي، الزيتون والتوت، هذا التنوع النباتي حوّل المنطقة إلى مكان مفضل لمختلف أصناف الطيور مثل: اللقلق الأبيض، الكروان، البجع، طيور الكركي، البوم، الصقر، بالإضافة إلى العديد من أصناف الثدييات كالقرد ماغو، الأرانب، الثعلب، الحرباء والسلحفاة.
هذا الموقع الجذاب كان مصدر إلهام للعديد من القصص التاريخية والخيالية المتوارثة عبر الأجيال لتصبح متجذرة في الذاكرة الجماعية لسكان المنطقة إلى يومنا هذا، وأشهر هذه الأساطير التي رويت من طرف مدوّني جيش الاحتلال تحكي أنه في أواخر القرن 12 م كان هناك رجلا صالحا يدعى سي محمد بوشاقور أقام في منطقة موزاية التي تضم العديد من القبائل المتقاتلة فيما بينها بشكل مستمر وفي خلال بضع سنوات نجح هذا الأخير في إقامة الصلح بين المتقاتلين المتواجدين في سفوح جبال الأطلس، ومن أجل مكافأتهم على الامتثال للصلح عاهدهم بتطوير بلادهم حيث قام بشق الجبل بفأسه، فنتج عنه سيل جارف أفاض واد متيجة، انبثق عنه واد سمي بواد الشفاء (واد شفة) لأن مياهه تشفي سريعا إصابات مختلف محاربي القبائل.
وبعد العودة إلى ديارهم التمس ممثلي القبائل المتصالحة مرة أخرى المساعدة من الولي الصالح لجعل حقول الكروم المزروعة في المنطقة وافرة الإنتاج، سي محمد بوشاقور استقر في جبل تمزقيدة وأمر مختلف القبائل بإحضار في كل صباح قلة من الماء ليصبها على رأس قمة الجبل ومن هنا نشأت أسطورة بحيرة الضاية المعلقة التي لا تجف مياهها أبدا وتبقى وافرة حتى في أوقات الجفاف الشديد، البحيرة المعلقة بقيت لمدة طويلة مكان يزوره سكان المنطقة للبحث عن علاج شاف، من خلال رحلتهم يحافظ الزوار على الطقوس القديمة الموروثة عن أجدادهم، بحلول موسم الحرث أو الجني يقوم الزوار بالصعود إلى قمة الجبل لأجل الاحتفاء وملئ 500 قلة التي توجد بالقرب من ضريح الولي الصالح.
أصبح الموقع بعد الاستقلال وحتى نهاية الثمانينات مكان اصطياف للعديد من العائلات والشباب المتعطش للخلوة والهدوء أو التماس الجو اللطيف والهواء المنعش.

## الحيوانات والنباتات

### النباتات
إن عملية تعداد النباتات كشفت عن وجود 816 صنف منها 15 محمية. في مخطط علم النباتات فإن المنطقة تشمل ما يلي:
شجر الأرز: يغطي مساحة تبلغ 1 200 هكتار ويحمي 237 نوع نباتي منها 46 من نوع خاص و08 محمية.
البلوط الأخضر: ينتشر على مساحة 10 400 هكتار تغطي المرتفعات التي يتراوح علوها ما بين 700 م إلى 1 200 م يحمي أصنافا متنوعة تتألف من 397 صنف نباتي منها 103 من نوع خاص و05 محمية.
الصنوبر الحلبي: هو نوع متوفر بكثرة في الجهة الجنوبية يحمي 135 صنف نباتي منها 25 نوع خاص و02 محمية.
البلوط الفليني: يقتصر على عدد قليل من جبال تمزقيدة في الجهات الباردة والرطبة على ارتفاعات منخفضة نسبيا تتراوح بين 300 م إلى 450 م.

### الحيوانات
تعتبر المنطقة موطن لأنواع عديدة من الكائنات الحيوانية. تم إحصاء حتى الآن ما يقارب 394 صنف حيواني منها 49 صنف محمي بموجب القانون.
في فرع الفقاريات هناك 160 صنف موزعة كالآتي:
119 صنف من الطيور منها 30 صنف محمي.
22 صنف من الثدييات منها 10 أصناف محمية.
07 أصناف من البرمائيات.
09 أصناف من الزواحف.
03 أصناف من الأسماك.
في فرع اللافقاريات هناك 234 صنف موزعة كالآتي:
214 صنف من الحشرات وفصائل العنكبوتيات منها 09 محمية.
12 صنف من الرخويات.
صنفين 02 من القشريات.
06 أصناف من كثيرات الأرجل.
وهناك أيضا:
78 صنف من الثدييات والمفصليات منها 38 من نوع خاص.
85 صنف من مفصليات الأرجل منها 33 من نوع خاص و04 محمية.
105 صنف من المفصليات منها 53 من نوع خاص و07 محمية.
العديد من الثدييات بما فيها القرد المغاربي (Macaca sylvanus) والعديد من الطيور الجارحة منها: العقاب الأشقر، النسر الملكي وعدة صقور.

## الصناعات والحرف التقليدية
تعتبر ولاية المدية رائدة في ميدان الصناعات التقليدية والحرف، وخاصة الفنية منها، كما تعرف تنوعا في المنتجات الحرفية، أملاه الثراء الثقافي والطبيعي لهذه المنطقة، تتصدرها الصناعات التقليدية وعلى رأس هذه المنتجات نجد:
صناعة الخزف الفني والزليج.
صناعة الحلفاء والسلال.
الفتلة والمجبود.
الرسم على الحرير.
القرقاف.
نشاطات الصناعات التقليدية حسب النوع:
01 الأغذية
02 العمل في الأرض، الجبس، الحجر، الزجاج وما شابه
03 صناعة المعادن
04 صناعة الخشب والنجارة ومشتقاتها
05 صناعة الصوف ومشتقاتها
06 صناعة النسيج
07 صناعة الجلود
08 صناعة المواد المختلفة
09 حرف الإنتاج والتصنيع أو التحويل المتعلق بقطاع المناجم والمقالع
10 حرف الإنتاج والتصنيع أو التحويل التي تهم قطاعات الميكانيك والكهرباء
11 حرف الإنتاج والتصنيع أو التحويل المتعلقة بقطاع العدانة
12 حرف الإنتاج والتصنيع أو التحويل المتعلقة بالأغذية
13 حرف الإنتاج والتصنيع أو التحويل المتعلقة بالنسيج والجلود
14 حرف الإنتاج والتصنيع أو التحويل المتعلقة بقطاع الخشب، الأثاث، الخردوات والمواد المنزلية
15 حرف الإنتاج والتصنيع أو التحويل المتعلقة بقطاع الأشغال العمومية والبناء ومواد البناء
16 الإنتاج الحرفي السلع المتعلقة بقطاع صناعة الحلي والمجوهرات
17 الإنتاج الحرفي للسلع المختلفة
18 الخدمات المتعلقة بالتجهيز والتركيب، الصيانة وخدمات ما بعد البيع لكل التجهيزات والمعدات الموجهة لمختلف فروع النشاطات الاقتصادية
19 الخدمات المتعلقة بالتصليح وصيانة التجهيزات والمعدات المستعملة في المنازل
20 الخدمات المتعلقة بالأعمال ذات الطابع الميكانيكي
21 الخدمات المتعلقة بالتهيئة، الصيانة، الديكور، محلات الاستعمال الصناعي، التجاري والمنازل
22 الخدمات المتعلقة بالنظافة والصحة المنزلية
23 حرف إنتاج الخدمات المتعلقة بالسكن
24 حرف إنتاج الخدمات المتنوعة

## فن الطبخ وتخصصات المنطقة
فن الطبخ هو أحد مؤشرات العادات والتقاليد العريقة لمدينة المدية، يترأس قائمة الأطباق التقليدية اللمدانية طبق العصبان الذي يتوج الموائد في المناسبات، كالأفراح وفي الأيام العادية للأسر، ويطلق عليه في بعض المناطق اسم الدوارة أو البكبوكة، يستهلك في فصل الشتاء لاحتوائه على مواد دسمة. يعتبر العصبان الطبق التقليدي المفضل وبدون منازع لدى العائلات الحضرية للمدية، من بين العديد من المأكولات المحضرة في المطبخ التي تزين مائدة العائلات اللمدانية خلال شهر رمضان طبق المثوم (كريات اللحم) المقدمة مع شربة المقطفة المحضرة محليا بالكرفس والفول اليابس، يبقى العصبان يحتل المكانة الأولى ضمن الأطباق المفضلة المستهلكة في مدينة المدية.
هذا الطبق ذو أصول تركية عرف لأول مرة في المنطقة في أواسط القرن السابع عشر من طرف الجنود الانكشاريين ذوي الأصول الصربية.
تبقى هذه العادة مستمرة ومتجذرة إلى يومنا هذا مع نفس نمط التحضير أما تشكيلة العناصر الأساسية المكونة لها فهي كرشة الخروف، الأحشاء، الأرز وكثيرا من أنواع التوابل.
تبقى أغلب العائلات اللمدانية تحافظ على هذا النوع من الطبخ التقليدي خاصة في المناسبات العائلية الكبرى مما يعكس شخصية أهالي المنطقة المتوارثة أبا عن جد عبر العصور ومختلف الثقافات والحضارات (البربرية، الرومانية، العربية والتركية)، حيث أن هذا التأثير تولدت عنه عادات وتقاليد خاصة بهذا النوع من الطبخ.
طبق العصبان يعرف في مناطق أخرى بتسميات مختلفة فبالنسبة للعائلات الحضرية «الدوارة» وعند سكان المناطق الريفية «البكبوكة» بطريقة تحضير مختلفة.
البلبول هو أيضا من أشهر المأكولات التي تختص بها المدية، يحضر عن طريق الخبز اليابس يهرس ويفتل كالكسكس ويضاف إليه الزعتر ويقدم كطبق بالسكر وهو ذو أصول تركية مفضل لدى سكان الحضر.
إلى جانب هذين الطبقين نجد أيضا الكسكس بأنواعه المختلفة فهناك ما يحضر بالمرق الأبيض أو الأحمر ويضاف إليه أحيانا الزبيب، ومنه ما يحضر بواسطة البازيلاء والفول (المسفوف) الذي يقدم باللبن أو الحليب وهذا النوع يطهى عند استقبال فصل الربيع.
هناك أطباق أخرى تحضر خصيصا بمناسبة إحياء بعض المناسبات ذات الطابع الاجتماعي أو الديني، أشهرها «الروينة» المعدة أساسا من القمح المحمص مهروس ومطحون ويضاف إليه السكر، ثم يعجن ليشكل في كريات كبيرة وتوزع في الوعدات والاحتفالات المحلية التي تسمى «المعروف».
كما لا ننسى الأطباق التقليدية لجنوب الولاية نذكر منها الكعبوش المعد من التمر والدقيق والسمن، الحموم وبوصلوع.

## ترقية السياحة
ترقية النشاط السياحي في ولاية المدية يمكن تحقيقه تدريجيا بإشراك كل الفئات المعنية وبهدف مشترك، كما أن ترقية السياحة لها نتائج ايجابية على كل القطاعات الناشطة في المنطقة وتعطي مصدر لخلق مناصب الشغل والتنمية المحلية.
إمكانيات الولاية الطبيعية، الثقافية والأثرية تؤهلها لجعل السياحة نشاطا محركا للتنمية، فمن وجهة نظر اقتصادية، يمكن للقطاع أن يؤدي إلى دفع ديناميكي ليس فقط لجلب العملة الصعبة لكن أيضا في مخطط النشاط (خلق مناصب شغل مباشرة ومتوقعة).
إحدى الإمكانيات لتنمية السياحة ترتكز على حماية مناطق التوسع السياحي بالأخذ في الاعتبار القيمة الطبيعية ومؤهلات الموقع المحدد مع إمكانية توسيعه واستعداده لزيادة التدفقات السياحة.
إن الولاية تطمح إلى التنمية والعصرنة وهي تفتح ذراعيها لكل من يرغب في إنشاء استثمارات مربحة ودائمة، وهذا بإتاحة الإمكانيات الطبيعية والاقتصادية الكبيرة الناشئة عن مناخ ملائم، بفلاحة ترتكز على زراعة الأشجار خاصة الكرز والسفرجل والتفاح وأيضا الكروم التي منها بعض الأنواع المشهورة التي تتواجد فقط في حوض المتوسط، تربية الدواجن....الخ.
جبالها وسهولها ذات الجمال الباهر، مواقعها الأثرية، الطبيعية، التاريخية والدينية، الفن المطبخي فيها، صناعاتها التقليدية، كما أن حسن ضيافة سكان المدية يجعلها وجهة ممتازة للزوار الذين يطمحون للراحة، الترفيه والاستكشاف.

## تاريخ الولاية الروماني
قبل أن يمتد النفوذ الروماني إلى المدية كانت تشكل جزءا هاما من مملكة نوميديا، التي كان على رأسها البربر الرافضين للوجود الروماني، وقد قاد الزعيم البربري تاكفاريناس ثورات عارمة ضد الرومان خاصة بمنطقة البرواقية التي جعل منها نقطة إستراتيجية في خططه الحربية.
وقعت المدية تحت وطأة الحكم الروماني في أواخر القرن الأول الميلادي لتأخذ بذلك اسم ادمدياس، وقد شكلت في هذه الفترة مركزا عسكريا رومانيا ومكانا لإقامة الجالية الرومانية، كما عرفت انتشار المخيمات العسكرية الرومانية ومما يدل على ذلك العثور على قلادات عسكرية تضمنت كلمات كتيبة وفيلق وهي مصطلحات استعملت في المعسكرات الرومانية قديما.
لمبدية LAMBADIA يبدو أنها ظهرت في القرن الأول الميلادي أو في القرن الثاني الميلادي على أكبر تقدير ولكنها لم تكن مدينة كبيرة ويغلب على الظن أنها كانت مدينة استعمارية تقيم فيها جالية رومانية مع خليط من الأهالي ليس مؤ كد قيام تعايش ووئام بين الجالية الرومانية وأهالي المدية من البربرالسكان الأصليين.
أصبحت المدية في نهاية القرن مدينة رومانية كباقي مدن موريطانية القيصرية مثل سور الغزلان (أوزييا) التي جعل منها سبتموس سوازيوس مستعمرة تسهل الانتقال نحو الجنوب والغرب كما شيدت مدينة جواب (رابيديوم) والبرواقية وشلالة العذاورة إذ شكلت نقاط مراقبة لمدينة المدية التي حوطت بأسوار ضخمة.
لا يعرف بالضبط أصل تسمية الرومانية LAMBADIA التي أطلقت على مدينة المدية في عهد الاحتلال الروماني، فحسب بعض المؤرخين الفرنسيين قد عثر على أثار تعود إلى الحقبة وذلك أثناء حفر أساس بناء المستشفى العسكري فعثر الفرنسيون من عسكريين وبنائين على رفات أي هياكل عظمية قديمة مع تحف وزهرية عليها صورة امرأة وفخار ونقود من البرونز وفانوسة لونها رمادي وبعد العثور على هذه الأثار قام مترجم الجيش الفرنسي ويدعى فرعون طالب بوضع جرد واحصائية شاملة للأثار الرومانية الموجودة على أنقاض مدينة لمبدية التي عثر على جزء منها تحت أساس وأنقاض المستشفى الذي شرع الفرنسيون في بنائه بالمدية بعدما تمت لهم السيطرة على المدينة في عام 1856 وقد طلب فرعون هذا من المراسلين حسبما جاء في تقرير لـ 1856 والمنشور بالمجلة الإفريقية R.A بأن يقوم المراسلون المختصون في عين المكان في المدية بكل جهد من أجل العثور على النقش الحجري الذي أشار إليه الجنرال دوفيفيي le Général Duvivier ويتابع فرعون حديثه بنفس المقالة الصغيرة المنشورة بالمجلة الإفريقية عدد سنة 1856 : أنه من باب الاهتمام البالغ أن يتم العثور على أثر أثنين من شواهد القبور Deux épitaphes الذين تم اكتشافهما أثناء القيام بأعمال الحفر من أجل بناء المستشفى وقد تم وضع شواهد القبور هذه في دار الخزينة القديمة.
و يشير فرعون ولا يعرف أصله بالضبط هل هو يهودي جزائري أم عربي ولكنه يشير أن هناك قطعة من الحجر منقوش تعود إلى العهد الروماني استعملت في قناة ماء المشتلة.
و كانت لمبدية مدينة رومانية مثل باقي مدن موريطانية القيصرية في القرن الأول الميلادي وقد عرفت منطقة أو ناحية لمبدية ظهور مدن رومانية كثيرة في هذه الفترة بالذات فكانت مدينة أوزيا وهي سور الغزلان اليوم، مركزا عسكريا مهما تم تشييد مباني المدينة على سفح نجد مرتفع يقع بين نهرين وعن طريق هذا النجد يمكن الالتحاق بالغرب أو الجنوب بكل سهولة وكانت أوزيا هذه بلدية في البداية ثم جعل منها سبتيموس سواريوس مستعمرة.
وأقام المستعمرون الرومان مدينة Rapidum وهي سور جواب اليوم ناحية شلالة العذاورة.
بينما كانت تناراموزا Tharanamusa وهي تمثل مدينة البرواقية في القديم ولو أنها تبعد عن المدينة الحديثة بكيلومترين تقريبا وكانت تناراموزا موجودة في الموقع الذي بني فيه موقع سجن البرواقية، كما كانت لمبدية تحتل مكان المدية.
و يحدد ستيفان قزال المؤرخ الفرنسي صاحب كتاب أفريقيا الشمالية في ثمانية مجلدات، في كتابه الأطلس الأثري للجزائر، المواقع الأثرية الرومانية لمنطقة المدية فيذكر في كتابه Atlas Archéologique في الورقة 14، أرقام 8-9-10 إشارات إلى مواقع أثرية رومانية في جهة تابلاط بالمنطقة الجبلية منها ولكن جرى فيما بعد بحث مركز لاكتشاف المواقع الأثرية الرومانية بشكل محدد ومعمق فقام بيتون Piton له شهادة في الحقوق وعضو الجمعية التاريخية لناحية سطيف بدارسة ميدانية مكنته من التعرف على بقايا الاحتلال الروماني في منطقة تابلاط.
و قد وجدت آثار عديدة في أماكن مختلفة في المنطقة والتي كانت مرتبطة من الناحية الغربية ببن شاكو.
و يشير بيتون أن الأثار الرومانية الهامة التي تم دراستها بالقرب من تابلاط من 1 كلم و300 مترا جنوب غرب المدينة، وتبعد هذه الآثار بـ 3 كلم و500 م عن وادي الحد ووادي اليسر، وتحتوي هذه الآثار الرومانية عن بناء مستطيل طوله 70 مترا عرضا و25 مترا عرضا وتبدو الحيطان ظاهرة للعيان وهي مصنوعة من أحجار كبيرة الحجم مقياسها 1 م / على 60 سنتم وهناك مبنى آخر بجانب ذلك يجعلها نفترض وجود مراكز مراقبة رومانية وتموين ذات طابع عسكري، ترمي للحفاظ على مراقبة الاتصال وحراسة البلد.
و توجد بقايا رومانية في شمال تلك الآثار الآنف ذكرها والتي كانت كمركز مراقبة حيث يوجد آثار بدون مخطط في مساحة مستطيلة 20 م مع قنوات للماء. وفي شمال شرق مدينة تابلاط على بعد 1 كلم و300 م وجد في تلارزاق آثارا رومانية في مساحة تقدر بـ : 100 م2 تقريبا وهناك بقايا أحجار استعملت في البناء.
و جاء ذكر مدينة لامبديا في رحلة د. شو الإنجليزي واعتمد على ما ذكره عنها بطليموس.
و يذكر هاينريش فون مالتسان أن مدينة لامبديا كانت مدينة رومانية حصينة تحيطها أسوار ضخمة (و هناك بقايا أحجار ذلك العهد ما زالت ماثلة إلى اليوم) والتي وصفت أب لامبديا في مجلس قرطاجنة عام 464 ميلادية بأنها مقام الأسقف.
و رغم التشابه في النطق بين لامبديا والمدية فيرجح أن يكون اسم المدية الحالي مشتق من اسم عربي مع العلم أن المدية الإسلامية جاء ذكرها في كتب التاريخ العربية فقد أوردها ابن خلدون و
أبو عبيد البكري والحسن الوزان الذين زاروا مدينة المدية في العصر الحديث.
وهناك بقايا رومانية في شلالة العذاورة تتمثل في مقبرة وآثار لحامية عسكرية بالجنوب الغربي للمدينة قرب منبع عين الشلالة.
يعتقد بعض المؤرخين الفرنسيين أن الشلالة بنيت على أطلال محمية رومانية اندثرت إثر غزوات الوندال في القرن الأول بعد الميلاد. كانت تسمى في العهد الروماني (كاسترا كاتاراكتا)"Castra-Cataracta" أي حصن الشلالات.
دلالات تاريخية
في عام 1 882 م أمر الجنرال لويزل، قائد عمالة الجزائر القادة السامين لدوائر العمالة بكتابة تاريخ الإقليم الموضوع تحت قيادتهم.
هذا هو أصل هذا العمل.اقتبسنا منه الجانب الخاص بمنطقة العذاورة دائرة أومال.
لقد كانت الشلالة بدون منازع المحطة الرومانية الأكثر بروزا في المنطقة. تحتل الأطلال موقع السوق العربية الذي ينعقد في هذا المكان كل يوم خميس فوق نبع الشلالة الرائع (عين الشلالة). حيث توجد الكثير من آثار جدران وتيجان أعمدة وقواعد أعمدة وجرار ضخمة من الحجر.
اكتشفت قبور في عام 1885 من طرف عمال عسكريين أرسلهم العقيد فيكس، قائد المقاطعة. المدينة ضيقة بسبب وقوعها فوق حرف صخري ولا يزيد امتدادها من الشرق إلى الغرب عن كيلومتر واحد.
تقع الشلالة على نفس خط طول (رابيدي): بدون شك كانت توجد طريق رومانية تربط بين هاتين النقطتين، وبالفعل بالسير نحو الشمال باتجاه سور جواب نعثر على العديد من الأطلال لمنشآت رومانية نذكر من بينها أطلال واد المالح وواد قطيرينة.تكثر الأحجار المصقولة، وإلى الشمال من ذلك بقليل وإلى الغرب نجد الأطلال المسماة كرمة أولاد بوزيان بالقرب من منابع كثيرة.و نجد نقوشا وكتابة على القبور الخ...
على بعد بضع كيلومترات إلى الغرب من هذه النقطة، في القوامز، نجد الكثير من الأحجار المصقولة.كما يوجد في المنحدرات الجنوبية لجبل آفول وجبل الشلالة بعض البقايا أقل أهمية. أخيرا، في سهل واد اللحم ورافده الرئيسي واد السبيسب نجد في بعض الأماكن المتفرقة توجد حجارة مصقولة، ولكن يبدو أنها بقايا لمنشآت قليلة الأهمية، مثل أبراج للمراقبة، بدون شك، لمراقبة طرق الصحراء.

## الفتح الإسلامي
لقد عرفت أولى جيوش الفتح الإسلامي طريقها إلى المدية منذ القرن السابع ميلادي بقيادة عقبة بن نافع الفهري، وأبي المهاجر دينار وموسى بن نصير مؤسسي مدينة القيروان بتونس.
إن الموقع الإستراتيجي للمدية جعل منها قطبا هاما في الحياة السياسية والاقتصادية للعديد من الدول الإسلامية التي تعاقبت عليها، إذ أصبحت رستمية سنة 787 ميلادية إلى غاية 902 ميلادي، ليتولى الفاطميون الشيعة مقاليد الحكم بالمدية بعد أن طرد الرستميون الخوارج منها إثر تحالف الفاطميين مع قبيلة صنهاجة.
دخلت المدية في القرن العاشر ميلادي تحت الحكم الصنهاجي بقيادة زيري بن مناد الذي عينه الخليفة الفاطمي الثاني أبو القاسم القيم حاكما على تيهرت، وفي سنة 960 م قام زيري بن مناد بجعل مدينة المدية تحت وصاية ابنه بولوغين الذي قام بتنفيذ أشغال التهيئة للمدينة بعد أن استقر نهائيا في منطقة آشير الواقعة جنوب شرق المدية ناحية شلالة العذاورة التي أصبحت عاصمة التيطري.
بلغت مدينة آشير خلال الحكم الزيري درجة الذروة في الازدهار العلمي والاجتماعي، جذبت العلماء من كل جهة وقصدها الشعراء والرحالة من كامل الأمصار، كما شهدت الحياة الدينية والروحية إشعاعا فائقا.
بعد وفاة بولوغين سنة 984 م، وتقلد ابنه المنصور زمام الحكم عززت منطقة آشير تطورها وازدهارها لتصبح مركز إشعاع في المغرب وبعد زوال الحكم الزيري في القرن الحادي عشر حلت محلها شعوب دول أخرى منها: الهلاليون والمرابطون بقيادة يوسف بن تاشفين، ثم الحفصيون في القرن الثاني عشر تحت قيادة أبو زكريا الحفصي على رأس جيش كبير ومجهز قاصدا المدية.
وفي القرن الثالث عشر ميلادي وقعت المدية تحت سلطة قبيلة مغراوة بقيادة عصمان بن ايغمراسن ملك تلمسان الزيانية بعد أن انتزعها من أولاد عزيز المرينيين.
في مطلع القرن الخامس عشر ميلادي وبعد أن دب الضعف في الدولة الزيانية استغل السكان هذه الوضعية وانضموا إلى أمير تنس لمحاربة الزيانيين.

## العهد العثماني
امتد النفوذ العثماني بعد الانتصار الذي حققه الأخوين خير الدين وبابا عروج على حامد بن عبيد ملك التنس في منطقة المتيجة سنة 1517 م.
انطلاقا من سنة 1 548 م أصبحت المدية عاصمة بايلك التيطري، تحت إمرة حسن باشا ابن خير الدين وقسمت إلى أربع أقاليم سميت قيادات:
- قيادة التل الصحراوي
- قيادة التل القبلي
- قيادة جبل ديرة
- قيادة الجنوب

وما يقارب 17 بايا تداولوا على حكم بايلك التيطري منهم: احسن، رجب، شعبان، فرحات، عصمان، سفطة...الخ، وقد تأرجحت علاقاتهم مع السكان المحليين بين الاستقرار والرفض للوجود العثماني خاصة من قبل قبائل الجنوب.
آخر البايات الذين حكموا بايلك التيطري هو الباي مصطفى بومزراق الذي دام حكمه مدة 11 سنة بين سنتي 1 819 م و1830 م، حيث قام هذا الأخير خلال فترة حكمه بغزو قبائل أولاد مختار بالجنوب وأولاد شعيب وأولاد فرج، عرف بومزراق بمهاراته العسكرية بحيث شارك بجيشه في معركة اسطاولي سنة 1830 م.
بعد انهزام الداي حسين وسقوط العاصمة عاد إلى المدية ليفاجأ بتمرد داخلي اضطره إلى التنازل عن الكثير من سلطته ليتجنب العزل.

## الاحتلال الفرنسي
بعد سقوط مدينة الجزائر في يوليو 1830 م واقتحام القوات الفرنسية لمقر الداي حسين وإحكام قبضتها على المدن الساحلية، قرر المارشال كلوزيل حاكم الجزائر في المنتصف الثاني من شهر نوفمبر إرسال قوة عسكرية قوامها نحو 10.000 عسكري إلى المدية من أجل احتلالها ومعاقبة بومزراق وقادة الثورات الشعبية في هذه المنطقة، إلا أنهم جوبهوا بمقاومة عارمة جعلت جيش كلوزيل يعود أدراجه، أما ثاني محاولة لاحتلال المدية كانت في 19 يونيو 1831 م بقيادة برتوزين إلا أنها باءت بالفشل لتأتي حملة ديميشال وتنسحب كسابقتيها تاركة آثار الهزيمة وراءها.
في هذه الفترة برز في الغرب الجزائري نجم الأمير عبد القادر الذي تبادر إلى ذهنه توسيع دولته نحو الشرق فدخل سنة 1 835 م إلى مليانة ونصب أخاه محي الدين خليفة عليها، ثم واصل طريقه نحو المدية جاعلا منها قاعدة لانطلاق حملاته نحو شرق البلاد، وجعلها حصنا منيعا يحمي الناحية الغربية من دولته. عين الأمير عبد القادر محمد بن عيسى البركاني خليفة له بالمدية إلا أن الماريشال كلوزيل قام بغزو القبائل المناصرة للأمير سنة 1836 م، وفرض عليهم بايا جديدا هو محمد بن حسين، لكن أنصار الأمير انقلبوا عليه واسترجعوا مقاليد الحكم وبعثوا بالباي إلى وجدة في المغرب أين قتل بعد مدة قصيرة ليخلف من طرف الحاج مصطفى شقيق الأمير عبد القادر.
في سنة 1 840 م قرر الحاكم العام فالي احتلال المدية من جديد وبعث بجيش عرمرم دارت بينه وبين الأمير عبد القادر معركة عند أسوار المدينة. هزيمة جيش الاحتلال أجبرته على إرسال قوات عسكرية أخرى تحت قيادة بيجو ليستولي أخيرا على مدينة المدية وإرغام الأمير على الانسحاب نحو الجنوب، لتقع تحت حكم إدارة مدنية سنة 1850 م.
بحلول ثورة نوفمبر 1954 التي كان لها صدى واسع في أوساط سكان المدية ولبوا النداء والتحقوا بها، وخلال سبع سنوات ونصف شهدت المدية العديد من المعارك والعمليات العسكرية التحريرية التي دارت رحاها في كل بلديات الولاية حيث فاقت 1050 عملية عسكرية بين اشتباكات، عمليات فدائية وتخريبية، كمائن وهجمات، نفذت من طرف مجاهدي الولاية الرابعة التاريخية نذكر منها: معركتي بولقرون وموقورنو سنة 1958 م، معركة واد شرفة، معركة فورنة، معركة جبل اللوح، معركة أولاد سنان، معركة ثامودة ومعركة قرقور نا حية شلالة العذاورة معركة بن العكروت بثلاثة الدوائر التي قتل فيها 20 جندي فرنسي وتكبد المستعمر حساءر كبيرة....الخ. وقد استشهد في المدية ما يفوق 15 ألف شهيد من بين خيرة أبناء الجزائر.

## الامكانيات التاريخية والأثرية
مدينة أشير الإسلامية:
تقع في الجنوب الشرقي لولاية المدية ببلدية الكاف الأخضر نا حية شلالة العذاورة وهي العاصمة القديمة للعائلة الملكية الزيرية، يعود تاريخ إنشاءها إلى سنة 936 م حيث بنيت من طرف زيري بن مناد واختارها لموقعها الذي يستجيب للمتطلبات العسكرية، هذا الموقع الاستراتيجي يسمح بالسيطرة على الجبال المحيطة والاستفادة من المياه التي عثر عليها في المنطقة.
قام بزيارتها العديد من العلماء العرب سابقا منهم ابن خلدون وابن حوقل الإدريسي، كما حرص زيري بن مناد على إحضار أمهر الصناع والبنائين من المسيلة وسوق حمزة بالبويرة، وأمر بإحضار أبرع مهندس معماري لتصميم مخطط المدينة، وحسب ابن خلدون فإن إنشاء مدينة آشير مر بثلاث مراحل: الأساس، بناء الجدران وأخيرا بناء القصور والحمامات.
آشير كانت قبلة لعلماء وشعراء مثل: أبو عبد الله الأشيري وأبو عمران الأشيري، كما كان للأعمال والآثار الفنية أثر معتبر في الحياة الثقافية داخل المدينة والمدن المحيطة بها.
عرفت مدينة آشير الكثير من عمليات التنقيب والحفريات خاصة على مستوى قصر بنت السلطان في الجهة الشمالية للمدينة.
صنف الموقع كمعلم تاريخي في الجريدة الرسمية رقم 07 في 23 يناير 1968.
آثار رابيديوم:
تقع المدينة القديمة رابيديوم في شبه أخدود من الشرق إلى الغرب على الجهة الشمالية لجبل تيطري ناحية شلالة العذاورة وقد ظهرت لأول مرة في التاريخ عام 122 م عند تأسيس مركز عسكري روماني (السرية الرومانية للمشاة).
رابيديوم تحمل اسم لاتيني معناه تأسيس مدينة في موقع أو منطقة عذراء أقيم بها مركز عسكري. وقد أصبحت مدينة بأتم معنى الكلمة مع اعتلاء العرش من طرف مختلف قياصرة روما، شهدت عدة تغييرات أثناء خضوعها لسلطة موريطانيا القيصرية، لكن أهميتها العسكرية أصبحت ضعيفة ابتداء من سنة 201 م.
صنف الموقع كمعلم تاريخي في الجريدة الرسمية رقم 07 في 23 يناير 1968.
خربة السيوف:
قبل أن نتحدث عن المدينة الرومانية المتواجدة بأولاد هلال لابد من الإشارة إلى أن كلمة خربة تعني عند علماء الآثار: الأطلال وبقايا المدن الرومانية.
كانت خربة السيوف في العهد الروماني عبارة عن حصن عسكري تحول فيما بعد إلى مدينة توحي آثارها برقي وتطور الحياة فيها بالإضافة إلى كونها ممتازة الموقع من الناحية العسكرية الدفاعية وكانت محمية بأسوار ضخمة مغروسة في باطن الأرض وبأعمدة سميكة، تتواجد على طول محيطها أبراج لمراقبة الأنحاء المجاورة.
تحتوي المدينة الرومانية بخربة السيوف على منابع مياه معدنية تفجرت من صخرة تظهر جليا بهذه المدينة التي تبلغ مساحتها 25 هكتار، تسرد الحجارة والأطلال المتناثرة على مساحتها تاريخ المنطقة وازدهارها في وقت مضى، فأرضها الخصبة وسهولها السخية لطالما كافأت أهاليها بوفرة إنتاجها وغلاتها علما بأنهم امتهنوا الفلاحة كنشاط رئيسي بعد أن كانوا جنودا في ظل حصن عسكري وكذلك كان الأمر بالنسبة للمدينة الرومانية بخربة السيوف التي كانت في الأصل عبارة عن حصن دفاع عسكري تحول فيما بعد إلى مدينة عاشت فيها عائلات الجنود وجاليات رومانية اختلطت بالبربر بعد سقوط قرطاج سنة 146 م.
مدينة أوزيناديس:
تتواجد المدينة الرومانية أوزيناديس أو أوزينازيس ببلدية سانق وتتربع على مساحة قدرها 09 هكتار.
يرجع تأسيسها إلى سبتم سيفار، يؤكد ذلك كتابة اكتشفت في بلاط على أرضية من طرف قائد الجيش الفرنسي، تفيد بأن سبتم سيفار وشخصين آخرين أسسا هذه المدينة سنة 205 م، بنيت أوزيناديس بشكل مستطيل يحيط بها جدار سمكه متران.
أما بجانب سور المدينة المحاذي للوادي الذي قامت على ضفافه، فما تزال آثار بعض الأعمدة، ركائز أبواب المدينة، رحى من الطين، أحواض مائية وتوابيت منحوتة بأشكال متنوعة قائمة.
دار الأمير عبد القادر:
تقع دار الأمير عبد القادر في وسط مدينة المدية، هذه التحفة الهندسية الرائعة ذات طابع عمراني مزيج بين الطابع المغربي والمشرقي حيث كانت مقر إقامة شتوية لباي التيطري، استعملها الأمير عبد القادر في فترة الاحتلال الفرنسي كمقر سياسي «خلافة ومقر عسكري» (قيادة الأركان).
بنيت هذه الدار على يد باي بايلك التيطري مصطفى بومزراق على الأسس القديمة للبنايات الرومانية.
أصبحت مدينة المدية عاصمة بايلك التيطري بعد تأسيس منطقة الجزائر في فترة العثمانيين، تزخر بمعالم أثرية خاصة منها المسجد المالكي، حوش الباي، ضريح الشيخ البركاني والد الشيخ بن عيسى البركاني خليفة الأمير عبد القادر.
القصر العتيق:
يقع القصر العتيق بمدينة قصر البخاري بوابة الصحراء، وقد شيده محمد البخاري التي تحمل اسمه، يعود تاريخ بناء القصر القديم إلى فترة إنشاء مدينة آشير الصنهاجية أي في غضون القرن العاشر الميلادي.
يتميز القصر العتيق بإستراتيجية موقعه الذي حرص على أن تتوفر فيه كل شروط تشييد القصور أي المدن آنذاك، خاصة لكثرة الصراعات بين القبائل المختلفة في تلك الفترة، لذلك فقد راعى محمد البخاري على أن يكون ذو حصانة دفاعية حفاظا على سلامة وأمن ساكنيه، لذلك تم اختيار موضع القصر العتيق.
نظرا لموقعه العالي وتوفره على منابع مياه عذبة وأراضي خصبة، أما سكانه فامتهنوا الحرف والصناعات التقليدية، إلى جانب تربية المواشي التي كانت مصدرا للتجارة والمبادلات الاقتصادية في القصر، مما جعله في غنى عن المساعدات الخارجية محققا بذلك أمن واستقرار أهله.
خلال القرن السادس عشر استقر الأتراك بالقصر العتيق، فبنو به إقامات عديدة فاقت الأربعين منزلا، وبذلك أصبحت ملامح المعمار العربي التركي تطبع جزءا من طراز هندسته، إلى جانب اللمسات الأندلسية التي تختلف تماما عن الطابع العمراني السائد في تلك المنطقة والمستلهم من قصور الجنوب الجزائري.
باب الأقواس:
يعتبر أحد معالم المدينة العتيقة للمدية، يطلق اسم باب الأقواس على مجموعة القنوات المائية التي يعود تشييدها إلى الفترة الرومانية وهي بمثابة شرايين توصل المياه إلى مختلف أنحاء المدن، وقد استغلها زيري بن مناد عندما أعاد تشييد المدية، كما استفاد منها العثمانيون خلال فترة تواجدهم بها.
منارة الجامع الأحمر:
تعد المنارة من معالم الفترة العثمانية بالمدية، كانت منارة للجامع الأحمر الذي بناه الباشا مراد، وهي كل ما تبقى منه، يبلغ علوها 18 م، كما تتميز بشكلها الأسطواني ذو الأصول الشرقية التركية التي تمثل المذهب الحنفي.
خان بن شيكاو:
يقع هذا المعلم على بعد 15 كم جنوب مدينة المدية بمنطقة بن شيكاو، يعود تاريخ بنائه في حدود سنة 1858 م، الذي يمثل مركزا لراحة المسافرين ومربطا للجياد القادمين من العاصمة نحو الجنوب.
أصل كلمة خان شرقي ومعناه مكان يحمل مواصفات مميزة تضمن الراحة للنازلين به قبل استئناف رحلاتهم.
متحف الفنون الشعبية بالمدية:
يتواجد داخل بيت الأمير عبد القادر أحد المعالم التاريخية الهامة في منطقة المدية، المتحف هو عبارة عن قاعات عرض لمختلف المراحل التاريخية المعاصرة للتيطري مدعمة بمختلف الوسائل ذات علاقة بكل مرحلة كذلك تصاميم ودعائم فوتوغرافية، مع جهة مخصصة للشخصيات التي تركت بصماتها في المنطقة أمثال الأمير عبد القادر، الشيخ فضيل اسكندر، العلامة محمد بن شنب ووجوه بارزة للشخصيات الثقافية الوطنية أمثال محبوب باتي، محبوب إسطنبولي وحسن الحسني.
كما يشمل المتحف على جناح هام أين نجد وسائل متنوعة وغنية من ملابس تقليدية، أواني منزلية، أدوات مهنية ذات علاقة بالتراث التقليدي المحلي.

## آثار الولاية
تملك الولاية رصيد أثري من الآثار التي ورثتها على حضارات غابرة.
- رابيديوم تقع هذه المدينة القديمة ببلدية جواب في الجنوب الغربي للمدينة باتجاه شلالة العذاورة، ظهرت لأول مرة في التاريخ سنة 122 (ب.م) كانت مركزا حاميا - COHORTE - رومــانية، شيدت من طرف الإمبراطور سيبتيموس سيفيروس، ثم تحولت إلى مدينة كاملة في تخطيطها وتنظيمها العمراني DOCUMANUS - CARDUS ثم بدأت تضعف عسكريا في سنة 201 (ب.م)، وكانت تابعة لموريطــانيا القيصرية وهي مصنفة بقرار وزارة الثقافة ج. ر. رقم 7 بتاريخ 23/01/1968 وقد أجرت فيهــا بعثة أجنبية حفرية تمخضت عنها نتائج جد هامة كما صدر عن نفس البعثة كتاب يلخص المعلومات التي تحددها بدقــة.
- آشير تقع هذه المدينة فوق سهل أو ربوة تطل على بلدية الكاف الأخضر ناحية شلالة العذاورة ويرجع تأسيسها إلى زيري بن مناد الصنهاجي في 324 هـ/936 م ووقع اختيار مكــانها لوفرة المياه وإطلالهــا على سفوح الجبــال الدائرة بها، كما كانت الحياة العلمية فيها رائجة، جلبت لها أشهر البنائين من أفريقيا والمسيلة، كمــا شيدت بها القصور والإقامات والحمــامات نذكر منها قصربنت السلطان الذي مــازالت بعض أطلاله شاهدة عليه. أجريت بها حفريات من 1950 إلى 1993 كشف النقاب عن كثير من الأسرار. مصنفة ج. ر. رقم 7 بتــاريخ 23/01/68.
- كانت إقــامة شتوية لبــاي بايلك التيطري، كما كانت أيضا مركزا إداريا لتسيير شؤون بايلك الوسط، وفي عهد الباي بومزراق شهدت مدينة المدية تشييد العديد من الأعمال منها المسجد المالكي وحوش البــاي، وبنــاء دار الباي أنجز فوق أنقــاض بنــاية رومــانية، شكلهــا وتخطيطها يشبه إلى حد بعيد العمــائر والإقامــات المتواجدة بالجزائر -إيــالة الجزائر- والتي يظهر فيها جليــا التــأثير المعمــاري المورسكي وتعتبر تحفة فنية فريدة في ولاية المدية تتربع على مساحة 57 آر/ 19 آر تكون قد شيدت في الفترة 1819 - 1821. كما إستعملها أيضا عبد القادر الجزائري كمقر إداري وعسكري للخلافة إبان جهــاده ضد الاحتلال الفرنسي نصب فيها خليفته بن عيسى البركاني، الذي بنى له الباي مصطفى بومزراق ضريحا لأبيــه الشيخ البركــاني الذي وافته المنيــة بعد احتفاظ الأمير به. وهي بالتالي ترجع إلى العهد العثمــاني مصنفة بموجب قرار وزارة الثقــافة ج. ر رقم 48 بتاريخ 21/07/1993.
- يقع هذا المعلم الآثري في أعــالي المدينة في الجهة الجنوبية بحوالي 5،0 كلم عن وسط التجمع السكني للمدينة، شيد في سنة 1820 كإقامة صيفية، ينقسم إلى قسمين: القسم الخاص بحــرم البــاي والقسم العام الذي يحوي على قاعات الاستقبال وأسطبلات الخيل وبيوت الحرس ويشبه كثيرا قصر أحمد باي بقسنطينة ومــازالت بعض قاعاته تحافظ على عناصرها المعمــارية خاصة التزيينــات التي تغطي البيوت وتكسي الجدران، كمــا أن الخشب والأبواب والزجــاج يرجعون إلى نفس الفترة والمســاحة الإجمــالية للمبنى 70 آر / 83 آر ومع ذلك فهو غير مصنف.
- تقع هذه المئذنة عند مدخل باب السيد صحراوي القديم بالجهة الجنوبية للمدينة بمحاذاة قصر العدالة القديم، وهذه المئذنة للمسجد الحنفي الذي لم يبق له أثر حيث اندثر وشيدت فوقه محطة للبنزين وهي أسطوانية الشكل وارتفاعها حوالي 18 مترا ذات تأثير عثماني لأن المآذن في شمال إفريقيا مربعة الشكل مســاحتها حوالي 10 م مربع وهي غير مصنفة. ترجع إلى 1819 م. كمــا يجهل مخطط المسجد الأصلي.
- يقع هذا المسجد بالقرب من دار البــاي إذ شيد في عهد مصطفى بومزراق على الأرجح ولا يعرف شيئــا عن تخطيطه الأول بحيث خضع هذا المسجد لإضافات وتوسيعات آخرها في سنــة 1982 غير أن لوحة رخامية باللغة العثمانية تشير إلى تاريخ إنشــاءه في ســنة، وهو غير مصنف.
- هذه القنوات ترتكز على مجموعة من العقود يبلغ عددها سبعة عقود تحمل المجرى المــائي الذي كان يزود وسط مدينة المدية في الجهة الغربية، كما كان يزود أيضا الثكنة الرومــانية بالمياه كما دعمت هذه القنوات بتحصينات للمراقبة.
- تقع هذه المدينــة القديمة جنوب قصر البخاري بحوالي 10 كلم وهي اليوم عبارة عن أطلال يرجع تأسيسها إلى العهد الرومــاني في عام 205 وكان الفضل في تشييدها يرجع إلى القائد الرومــاني SEPTIMUS SEVERUS الذي أسس العديد من المدن والمدينة في شكل مستطيل غير متســاوي 300 م / 200 م يحيط بها سورا قطره متران من الحجر الصلب بمحاذاة نهر، كما تشير المصادر والكتابات عن وجود لوحة حجرية تخلد SEVERUS وشخصين آخرين، كمــا كانت تشتهر أيضــا بصنـاعة الفخــار والتوابيت وهي مصنفة قديمــا بموجب قرار الحــاكم العام للجزائر 16/01/1932 وقرار 28/06/1956 ج. ر 09/10/1956 البلدية المختلطة لقصر البخــاري. وهي غير مصنفة أو بالأحرى لم يعد تصنيفهــا. مســاحتها الإجمــالية 9 هـ و60 آر / 30آر.
- تقع هذه الحمامات حسب ما تشير إليه المصادر التاريخية تحت المبنى الحالي لمركز إعادة التربية على حوالي كيلومترين ش-ش مدينة البرواقية الحالية على الخط المتجه من البرواقية البويرة وربما من المحتمل خارج المبنى المذكور آنفا في إتجاه الجنوب، وهذا ما أكده الاكتشاف عند الشروع في تسوية المساحة لبناء مجموعة من السكنات بحيث أن الاستطلاع الأول سمح من تحديد وجود جزء من حمام لإقامة رومانية وحتى الحصن - مركز إعادة التربية - شيد فوق مركز قديم جد هام والذي قد يكون تكملة لمدينة تراناموزا كاسترا التي تعني الأقحوان. والحمامات كانت تأخذ عناصرها من نهر يسير LES ISSERS عن وجود إمــا تراناموزا كاسترا أو تيرينــادي TIRINADI، لأن لوحتين حجريتين -كتابتين-اللتــان تعودان إلى فترة السيفيريـين تحددان تهــاني موجهة إلى شخصين في شكل تحيات شرفية خاصة وهذا المفهوم يعني أنها إهداءات أنجزت من طرف نبلاء محليين غير رومــانيين، والمصادر القديمة تشير أيضا عن توفر ثلاثة أحياء منها الحي الرئيسي الذي أنشــأ بالقرب من عناصر مياه.كمــا كانت أبراجا للمراقبة تحيط بالمدينة على امتداد 100 م / 200 م والبنــاية في حد ذاتها غير مصنفة.
- تقع هذه المدينة القديمة في الجنوب الغربي لمدينة شلالة العذاورة بالقرب من منبع عين الشلالة الذي لا زال موجودا إلى يومنا هذا، وتتربع على مساحة واسعة في حي الغربية حاليا، وهي تقع على سفح جبل كاف الطير، هذا الموقع أكسبها حصانة حيث تعتبر شرفة الجنوب، كما يلاحظ وجود برج للمراقبة من جهة الجنوب استغلته فرنسا كبرج للمراقبة أثناء الثورة التحريرية وهو يشرف على كل الجهة الجنوبية لمدينة شلالة العذاورة باعتبارها تقع على هضبة مرتفعة عن ماحولها، كما أن المقبرة تدل على وجود تجمع سكاني وبالتالي مدينة، وهي غير مصنفة ولا نعرف شيئا عن تفاصيلها، ويعتقد أنها مدينة نوميدية لعدم اهتمام المستعمر بهافقد كان مهتما باحياء التراث الروماني دون غيره، وقد طمر معالمها النزوح الريفي وقسمت مساكن وهي اليوم جزء من حي الغربية، والمقبرة عثر عليها بالصدفة عند القيام بالأشغــال في حي الغربية، كمـا أن الجثث كانت أكثر ضخامة بمقارنة الهيكل العظمي بالإنسان الحالي، وتم العثور على آدوات مختلفة في حي الزعترية خاصة، وفي أماكن أخرى من المنطقة نذكر منها حي النخلة.
- عمــوما كلمة خربة تستعمل للدلالة على الأطلال، وخربة السيوف المتواجدة بدراق عبارة عن بقايا لمدينة رومــانية صغيرة والتي كانت من قبل حصنا عسكريا تحتل مكانا إستراتيجيا بإطلالها على جبال الونشريس. بحيث كان يتعاطى قدماء جند الإمبراطورية الرومــانية الغربية فيها مهنة الزراعة بعد صدور قوانين تمنحهم التقسيم المئيني Centuriation فكانت أراضي المنطقة خصبة حتى دفعهم الأمر لان يستقدمون الدنيين Les PAGANIS المزارعين. يوجد فيهـا بقــايا أحصنة وأعمدة وتوابيت تتربع على 25 هـ وهي مصنفة في قائمة 1900 لكنه لم ينظر في إعادة تصنيفها.كما كانت تأوي عائلات قدمــاء المحاربين.
- هي عبارة عن حصن عسكري يأوي حامية رومانية والمصادر المكتوبة القديمة تذكرها كما تذكر جارتها قلعة تازة -TAZA- القريبة منها ويقولون عنها شرفة الجنوب، إستعملها الأمير عبد القادر الجزائري كثكنة لجنده، كما شيد بها مصانع للبارود والذخيرة الحربية وصناعة الأسلحة لكثافة غاباتهــا وهي غير مصنفة ولا يعرف شيئا عن تفاصيلها وهي تــابعة للجيش الشعبي الوطني.
- الحفريات الإنقاذية للوكالة الوطنية للآثــار هي التي استطـاعت أن تحددها بعد إجراء الأعمال الأثرية بها عندما عثر عليها بالصدفة عند القيام بالأشغــال وهي ترجع إلى الفترة PAIENNE يعني فجر العهد العتيق القرن 1 ق.م قبل ظهور المسيحية في الجزائر عثر في عينة من توابيتهــا البسيطة على حلي وأدوات جنائزية كمـا أن الجثث كانت موجهة نحو الشرق لمعتقدات تؤمن بالحياة بعد الموت، الأمر الذي يدفعنا إلى القول بوجود مجموعة سكانية لها نظامها وبالتــالي مدينة. وهي غير مصنفة ولا تذكر المصــادر أي شيء عنهــا.

- إن هذا الخان المتواجد ببن شكاو وعلى علو 1 248 م أسس في 1 858 م كمــا تشير عليها اللوحة الحجرية وكان يستعمل كمكان لراحة المسافرين بالعربات والخيول القادمة من الشمــال والمتوجهة نحو الجنوب. وهذا النوع من الخانات أو العمارة ظهر أيضــا في المشرق والأناضول وآسيــا الوسطى في العهد السلجوقي، وهذه العمــارة أولى لها البنـائون في الأناضول اهتماما خاصا بالأخص في العقود والتزيينات بالزليج في حين أن خان بن شكاو بسيط جدا يتحكم في الطريق الرئيسي شمال جنوب، شكله مستطيل، بداخله ساحة تحيط بها مجموعة من البيوت ومطاعم وإسطبلات ومخازن تغذية الحيوانات وعموما إن الخانات لم تحظَ بأي دراسة تذكر رغم أنهــا ذات أهمية قصوى وما تدره من أموال في المجــال السيــاحي. مساحته بالتقريب 1 هكتــار ونصف وهو غير مصنف لكنه يعود إلى الحقبة الاستعمارية.

## نواب ولاية المدية في المجلس الشعبي الوطني
يبلغ عدد النواب في المجلس الشعبي الوطني عن ولاية المدية 12 نائبا خلال الدورة التشريعية 2017م-2022م التي انطلقت بعد 4 ماي 2017م.
التوزع الجنسي لنواب البرلمان عن ولاية المدية (2017م-2022م)
يتوزع نواب البرلمان عن ولاية المدية في الدورة التشريعية 2017م-2022م وفق الجنس حسب النسب التالية:
1. النواب النساء: 3 (25.00 %).
2. النواب الرجال: 9 (75.00 %).

### التوزيع الحزبي
الانتماء الحزبي لنواب البرلمان عن ولاية المدية (2017م-2022م)
يتوزع نواب البرلمان عن ولاية المدية في الدورة التشريعية 2017م-2022م حسب عدة قوائم حزبية:
1. حركة مجتمع السلم: 2 نواب (16.67 %).
2. التجمع الوطني الديمقراطي: 2 نواب (16.67 %).
3. جبهة التحرير الوطني: 6 نواب (50.00 %)
4. تجمع أمل الجزائر: 1 نائب (8.33 %).
5. جبهة النضال الوطني: 1 نائب (8.33 %).

### القائمة الاسمية للنواب خلال العهدة التشريعية 2017م-2022م
1. مريم مسعوداني (حركة مجتمع السلم).[6]
2. نعيمة زبيري (التجمع الوطني الديمقراطي).[7]
3. تركية زيتوني (جبهة التحرير الوطني).[8]
4. محمد كبيريتة (حركة مجتمع السلم).[6]
5. المسعود بودراجي (التجمع الوطني الديمقراطي).[7]
6. محجوب بدة (جبهة التحرير الوطني).[8]
7. رابح جدو (جبهة النضال الوطني).
8. أحمد سعد الدين (جبهة التحرير الوطني).[8]
9. لخضر نادري (تجمع أمل الجزائر).[9]
10. محمد كاديك (جبهة التحرير الوطني).[8]
11. أحمد شعواطي (جبهة التحرير الوطني).[8]
12. عاشور سغواني (جبهة التحرير الوطني).[8]

## مقالات ذات صلة
- أعلام ولاية المدية

## وصلات خارجية
- الموقع الرسمي لولاية المدية
- خبار بلادي.. الجزائر.. ولاية المدية
- موقع تارخ الحكام والسلالات الحاكمة
- بايلك التيطري : بين الماضي والحاضر